# Crimes de guerra na Guerra de Gaza (2023-presente)
Desde o início da Guerra de Gaza em 7 de outubro de 2023, o Conselho de Direitos Humanos da ONU identificou "evidências claras" de crimes de guerra cometidos tanto pelo Hamas quanto pelas Forças de Defesa de Israel (FDI). Uma Comissão Internacional Independente de Inquérito sobre o Território Palestino Ocupado [en] afirmou que há "evidências claras de que crimes de guerra podem ter sido cometidos na mais recente explosão de violência em Israel e Gaza, e todos aqueles que violaram o direito internacional e alvejaram civis devem ser responsabilizados". Em 27 de outubro, um porta-voz do OHCHR pediu que um tribunal independente revisasse possíveis crimes de guerra cometidos por ambos os lados. Em 29 de dezembro, a África do Sul apresentou um processo contra Israel na Corte Internacional de Justiça (CIJ), alegando que a conduta de Israel equivalia a genocídio.
O Tribunal Penal Internacional (TPI) confirmou que seu mandato para investigar supostos crimes de guerra cometidos desde junho de 2014 no Estado da Palestina abrange o atual conflito. Em 20 de maio de 2024, o Promotor-Chefe Karim Ahmad Khan anunciou sua intenção de solicitar mandados de prisão contra líderes de ambos os lados do conflito, incluindo os líderes do Hamas Yahya Sinwar, Mohammed Deif e Ismail Haniyeh, e os líderes israelenses, o Primeiro-Ministro Benjamin Netanyahu e o Ministro da Defesa Yoav Gallant. Em novembro de 2024, o TPI emitiu mandados de prisão para Benjamin Netanyahu, Yoav Gallant e Mohammed Deif, que se acredita ter sido morto em um  ataque aéreo israelense, alegando "responsabilidade criminal" por crimes de guerra e crimes contra a humanidade.

## Por Israel
Diversas acusações de crimes de guerra foram feitas contra Israel por suas ações contra civis. Essas denúncias vieram de organizações como a Human Rights Watch, a Anistia Internacional, a B'tselem e outros grupos e especialistas em direitos humanos, incluindo relatores especiais da ONU [en]. Antony Blinken indicou que o governo Biden tem "alta tolerância" para as ações de Israel em Gaza. Em outubro de 2023, a Casa Branca declarou que não havia "linhas a serem cruzadas" para as ações de Israel.

### Proporcionalidade e distinção

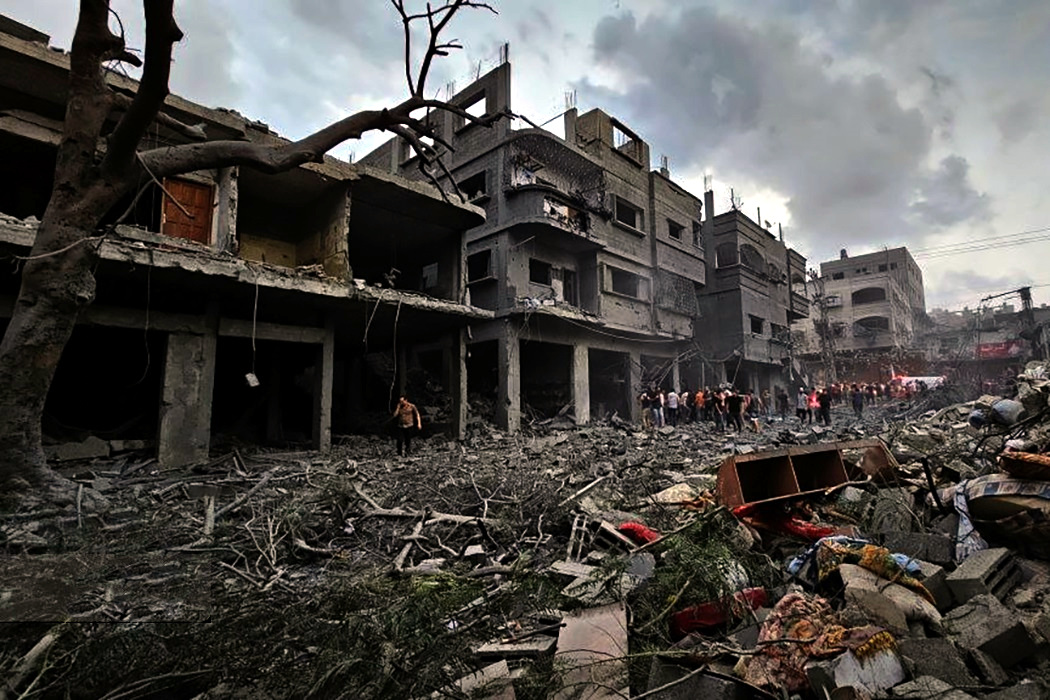
Bairro residencial destruído em Gaza, outubro de 2023.

A conformidade de Israel com os princípios de distinção [en] e proporcionalidade, exigidos pelas leis de guerra, tem sido questionada. A Human Rights Watch afirmou que o alto número de mortes de civis e o uso de armas poderosas em bairros densamente povoados de Gaza levantam "sérias questões" sobre a legalidade das ações de Israel. A organização também argumentou que a alta proporção de vítimas entre mulheres e crianças indica falta de proporcionalidade, demonstrando o que descreveu como "desrespeito pelas vidas palestinas". A Anistia Internacional acusou Israel de crimes de guerra em um relatório que analisou cinco incidentes entre 7 e 12 de outubro, nos quais as Forças de Defesa de Israel (FDI) atacaram áreas residenciais em Gaza. O relatório constatou que, em vários casos, as FDI atingiram alvos sem evidências de atividade militar, caracterizando esses ataques como "indiscriminados". Oficiais anônimos das FDI, citados em um relatório da +972 Magazine [en], indicaram um "afrouxamento das restrições" nas regras de engajamento, com ataques a alvos sem evidências de atividade militar. O relatório alega que a justificativa para tais ataques era "prejudicar a sociedade civil palestina" e, segundo uma fonte, "levar civis a pressionarem o Hamas".
Especialistas citados pelo The Washington Post argumentam que certos ataques aéreos israelenses mostram uma tolerância a vítimas civis "ordens de magnitude maior" do que a dos EUA em sua guerra contra o ISIS [en]. Oficiais da ONU e grupos de direitos humanos afirmaram que Israel não fez o suficiente para proteger civis. Em março de 2024, as Nações Unidas relataram que mais crianças foram mortas em Gaza em quatro meses do que em quatro anos de guerras no mundo todo. Philippe Lazzarini, chefe da agência da ONU para refugiados palestinos, declarou: "Esta guerra é uma guerra contra crianças". Mark Perlmutter, médico americano que trabalhou em Gaza, relatou que atiradores de elite israelenses alvejaram crianças, afirmando: "Nenhuma criança pequena é baleada duas vezes por engano pelo 'melhor atirador do mundo'. E são tiros precisos no centro do alvo".

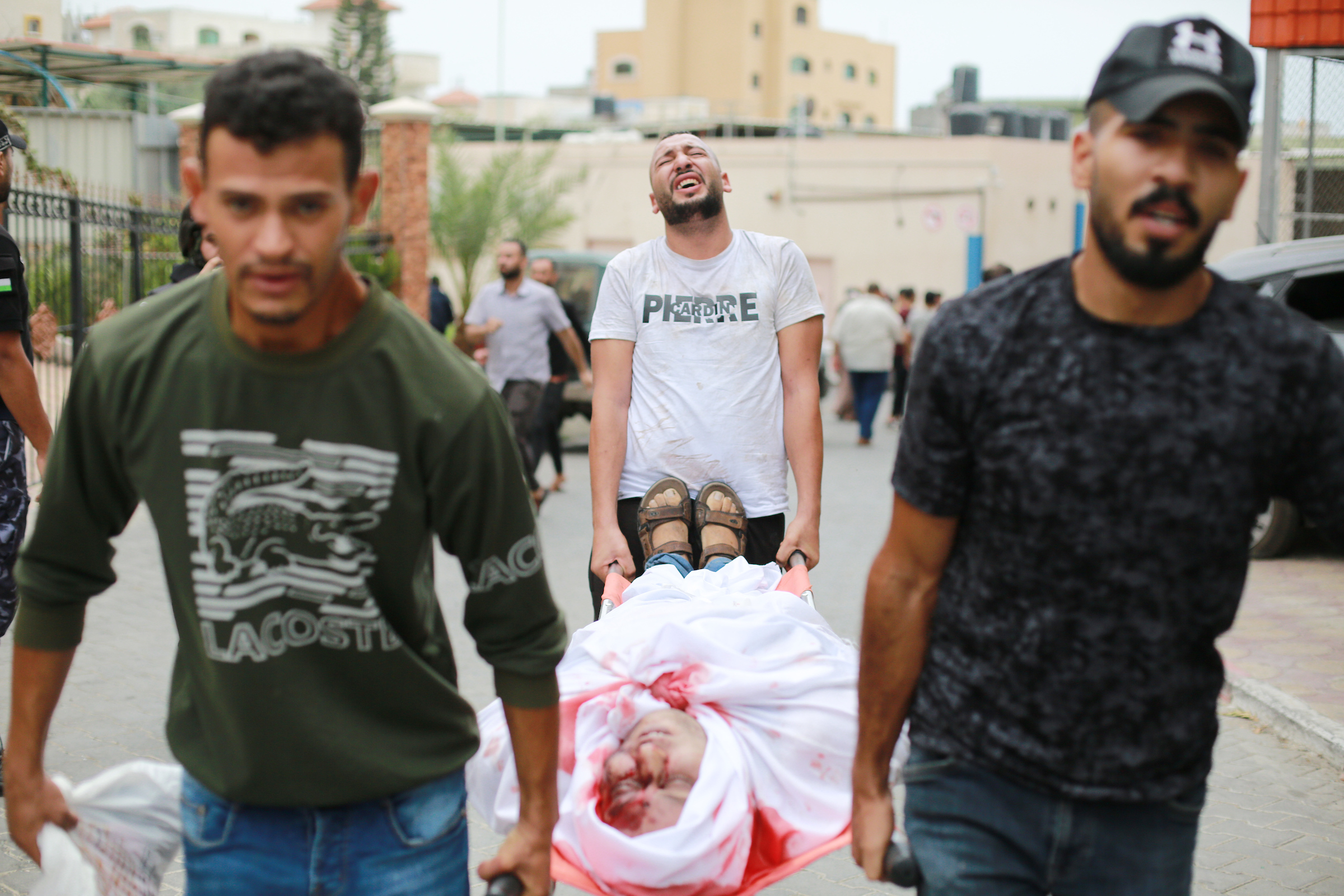
Três homens carregam uma mulher morta para o Hospital Indonésia no Campo de refugiados de Jabalia, outubro de 2023.

Emanuela-Chiara Gillard, pesquisadora associada da Chatham House, argumentou que, dado o tamanho e a natureza dos ataques de 7 de outubro, Israel tem o direito de autodefesa, que poderia incluir seu objetivo militar declarado de destruir o Hamas, que ameaçou repetir seu ataque e erradicar o Estado de Israel. Segundo a The Economist, as leis de conflito armado (LOAC) e o direito humanitário internacional (IHL) concedem a Israel flexibilidade para ações militares contra o Hamas, mas, na visão da publicação, a definição de alvos militares por Israel está sendo "esticada ao limite".
Amichai Cohen, advogado israelense, alega que Israel não tem como alvo civis intencionalmente, mas as táticas do Hamas dificultam ações sem afetar civis. Jill Goldenziel, professora da Universidade Nacional de Defesa e da Universidade do Corpo de Fuzileiros Navais [en], afirma que, mesmo que Israel conduzisse todos os ataques legalmente e com máxima precisão, vítimas civis em uma guerra seriam inevitáveis, e o objetivo de uma análise de proporcionalidade é determinar se essas vítimas são excessivas. Oficiais de segurança israelenses afirmam que os critérios de proporcionalidade neste conflito permanecem inalterados e que recebem aconselhamento jurídico para os ataques. Outros oficiais israelenses, falando anonimamente, reconheceram que Israel atacou "residências particulares e estruturas públicas, como o Parlamento de Gaza e a Universidade Islâmica de Gaza", que anteriormente não seriam considerados alvos valiosos o suficiente para justificar o risco à vida de civis.
Em abril de 2024, a Human Rights Watch concluiu que Israel violou o direito internacional ao  lançar um ataque aéreo contra um prédio de apartamentos em Gaza, matando 106 pessoas, incluindo 54 crianças, pois não havia alvos militares viáveis na área. Em outubro de 2024, o The New York Times publicou testemunhos compilados de 44 médicos, enfermeiros e paramédicos que trataram múltiplos casos de crianças pré-adolescentes com ferimentos a bala na cabeça ou no peito em Gaza. Perguntas enviadas às FDI sobre as experiências desses profissionais de saúde receberam uma declaração de um porta-voz que não confirmou diretamente se investigações sobre os disparos contra crianças pré-adolescentes foram conduzidas ou se algum soldado enfrentou medidas disciplinares por atirar nelas. Em resposta às alegações de que o relatório se baseava em "evidências fabricadas", o The New York Times emitiu uma declaração defendendo a integridade do artigo, enfatizando que ele passou por edição rigorosa e verificação, incluindo consultas com especialistas e uso de fotografias de apoio, consideradas "muito chocantes para publicação".
Em outubro de 2024, o The New York Times publicou uma investigação afirmando que a liderança militar de Israel emitiu uma ordem permitindo que oficiais arriscassem até 20 mortes de civis por alvo. Alguns ataques excederam esse limite, com mais de 100 mortes de civis para eliminar um único alvo. A investigação também acusa Israel de usar bombas excessivamente grandes e imprecisas em alvos onde bombas menores e mais precisas poderiam ter sido utilizadas.

### Ataques indiscriminados

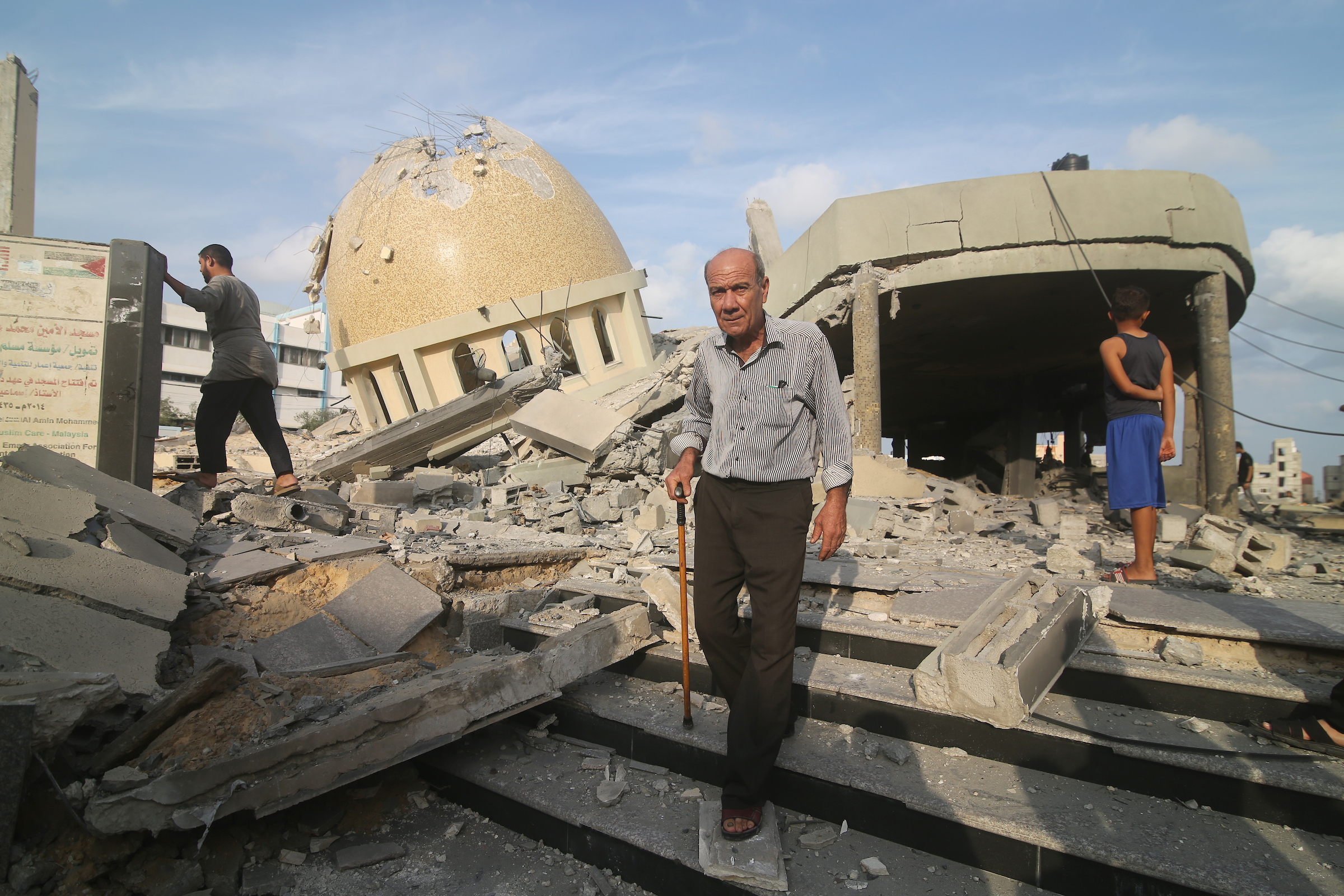
Uma mesquita destruída por um ataque aéreo israelense, Khan Younis, 8 de outubro.

Na primeira semana da guerra, as Forças de Defesa de Israel (FDI) realizaram 6.000 ataques aéreos em Gaza, resultando na morte de mais de 3.300 civis e ferindo mais de 12.000 pessoas. Os ataques atingiram locais protegidos, incluindo hospitais, mercados, campos de refugiados, mesquitas, instalações educacionais e bairros inteiros. Um grupo de relatores especiais da ONU afirmou que os ataques aéreos de Israel são indiscriminados, declarando que tais ações são "absolutamente proibidas pelo direito internacional e configuram crime de guerra".
Uma investigação da +972 Magazine revelou que as FDI expandiram a autorização para bombardear alvos não militares. Pesquisas conduzidas pelo Dr. Yagil Levy, da Universidade Aberta de Israel, confirmaram o relatório da +972 Magazine, afirmando que Israel estava "deliberadamente alvejando blocos residenciais para causar um grande número de vítimas civis".
Em dois ataques aéreos, em 10 e 22 de outubro, as FDI usaram Joint Direct Attack Munition (JDAM's) em ataques descritos pela Anistia Internacional como "ataques diretos contra civis" ou "ataques indiscriminados". Em 24 de outubro, o Secretário-Geral da ONU, António Guterres, pediu um cessar-fogo imediato, após afirmar que Israel cometeu "claras violações" do direito humanitário internacional. Em 13 de novembro, Israel bombardeou o Comitê de Reconstrução de Gaza, levando três estados árabes a condenarem o ataque, com a Jordânia classificando-o como "um crime de guerra hediondo a ser adicionado ao registro criminal de Israel". Em 12 de janeiro de 2024, o porta-voz do Alto Comissariado das Nações Unidas para os Direitos Humanos afirmou que os ataques de Israel não consideravam os princípios de distinção, proporcionalidade e precaução, deixando Israel exposto a responsabilidades por crimes de guerra.
Análises da CNN, The New York Times e Sky News constataram que Israel bombardeou áreas para as quais havia previamente instruído os civis a evacuarem. A investigação da Sky News também concluiu que as ordens de evacuação de Israel foram "caóticas e contraditórias". O The New York Times descobriu que Israel usou bombas de 2.000 libras nessas áreas. A CNN verificou pelo menos três locais que Israel bombardeou após afirmar que eram seguros para os civis. Uma investigação da NBC News constatou que palestinos foram mortos em ataques aéreos em sete áreas designadas como zonas seguras pelo exército.
Em fevereiro de 2024, as FDI bombardearam e destruíram o escritório de desenvolvimento de Gaza do governo belga. Em resposta, a Bélgica convocou o embaixador israelense e condenou a "destruição de infraestrutura civil" como uma violação do direito internacional. Em 6 de fevereiro, a ONU afirmou que um ataque israelense em Rafah poderia levar a crimes de guerra.
Em 22 de março, a Al Jazeera divulgou um vídeo recuperado de um drone israelense mostrando quatro palestinos desarmados em Khan Younis mortos por ataques aéreos israelenses. Dois foram mortos instantaneamente, e os outros foram mortos enquanto tentavam se arrastar para longe. A Al Jazeera relatou que "é claro pelas imagens que esses palestinos estavam desarmados e não representavam ameaça a nada nem a ninguém". Essas imagens foram descritas pela relatora especial da ONU, Francesca Albanese, como parte da "enorme quantidade de evidências" de crimes de guerra cometidos por Israel em Gaza. As FDI iniciaram uma investigação sobre o vídeo e afirmaram que encontraram militantes em roupas civis recuperando armas previamente escondidas naquela área.
Em 24 de julho, durante a  segunda incursão de Israel em Khan Younis, testemunhas afirmaram que atiradores de elite israelenses posicionados no local atirariam em "qualquer um que se movesse", causando mais de 20 vítimas, principalmente mulheres e crianças.
A Anistia Internacional classificou os ataques indiscriminados de Israel como ilegais e uma violação do direito internacional. A Secretária-Geral da Anistia Internacional, Agnès Callamard [en], afirmou que o bloqueio de 16 anos "tornou Gaza a maior prisão a céu aberto do mundo", e a comunidade internacional deve agir para evitar que se transforme em um "cemitério gigante". A Human Rights Watch relatou que Israel interrompeu completamente as comunicações e colocou vidas em risco em Gaza ao realizar ataques aéreos incessantes e danificar a infraestrutura principal de comunicações, com cortes de eletricidade, bloqueios de combustível e desligamentos deliberados por medidas técnicas. Deborah Brown [en], pesquisadora sênior de tecnologia da Human Rights Watch, afirmou que um desligamento deliberado ou restrição de acesso à internet é uma violação dos direitos humanos e pode ser mortal durante uma crise. Uma interrupção completa das comunicações, como a vivida em Gaza, pode encobrir crimes e impunidade, além de comprometer esforços humanitários e colocar vidas em risco.
Segundo a Reuters, Israel impôs um cerco a Gaza, lar de 2,3 milhões de pessoas, e lançou a campanha de bombardeio mais intensa da história de 75 anos do conflito israelense-palestino, destruindo bairros inteiros. Forças terrestres israelenses então invadiram Gaza com o objetivo declarado de aniquilar o Hamas, que governa o enclave. Após relatos sobre o uso de sistemas automatizados por Israel para seleção de alvos, especialistas em direito humanitário internacional expressaram alarme com relatos de que as FDI aceitavam "taxas de danos de até 20 civis", mesmo para militantes de baixo escalão.

### Execuções sumárias
O Escritório do Alto-comissário das Nações Unidas para os Direitos Humanos informou, em 20 de dezembro de 2023, ter recebido denúncias de que soldados israelenses executaram sumariamente pelo menos 11 homens desarmados em  Rimal. A Al Jazeera relatou que o número de pessoas executadas sumariamente foi de 15, mortas durante uma operação em um apartamento, presenciada pelas famílias das vítimas. O professor da Universidade de Middlesex [en], William Schabas [en], afirmou: "Não é necessário comprovar que as vítimas são civis. A execução sumária, mesmo de combatentes, é um crime de guerra." A Euro-Mediterranean Human Rights Monitor [en] informou à Al Jazeera que acredita haver um padrão de assassinatos "sistemáticos", corroborando que, em pelo menos 13 casos de execuções em campo, as ações foram arbitrárias por parte das forças israelenses. Em 26 de dezembro de 2023, a Euro-Med Monitor apresentou um dossiê ao Tribunal Penal Internacional e a relatores especiais da ONU, documentando dezenas de casos de execuções em campo por forças israelenses e solicitando uma investigação. Em março de 2024, um vídeo de um soldado das FDI vangloriando-se de matar um homem idoso e surdo escondido sob sua cama foi divulgado, levando o Conselho para as Relações Americano-Islâmicas a condenar o assassinato como uma execução e crime de guerra. O exército israelense anunciou que iniciaria uma investigação sobre o incidente.
Autoridades de defesa informaram ao Haaretz que o exército israelense criou zonas de extermínio em Gaza, nas quais qualquer pessoa que cruzasse uma "linha invisível" era morta.

#### Valas comuns
Uma vala comum com 283 corpos foi descoberta em abril de 2024 no complexo médico Nasser, em Khan Younis, no sul de Gaza. Outras 30 pessoas foram enterradas em duas valas no pátio do Hospital Al-Shifa, na cidade de Gaza. Segundo relatos, alguns corpos foram encontrados com mãos e pés amarrados. Após a descoberta das valas, o chefe de direitos humanos da ONU, Volker Türk [en], exigiu uma investigação independente sobre o assassinato intencional de civis pelas FDI e declarou que "o assassinato intencional de civis, detidos e outros fora de combate é um crime de guerra". Um porta-voz do Alto Comissariado das Nações Unidas para os Direitos Humanos descreveu as descobertas, afirmando: "Alguns deles tinham as mãos amarradas, o que indica sérias violações do direito internacional humanitário e dos direitos humanos, exigindo investigações adicionais". William Schabas, especialista canadense em direito internacional humanitário, afirmou que valas comuns "sempre foram uma indicação de que crimes de guerra foram cometidos".
A CNN relatou a existência de uma base militar israelense no Deserto do Neguev que funciona como centro de detenção para palestinos.

### Violência sexual e abusos
Relatórios de organizações de direitos humanos, meios de comunicação e testemunhos de palestinos confirmaram que soldados, guardas e equipes médicas israelenses, homens e mulheres, cometeram violência sexual em tempos de guerra contra crianças, mulheres e homens palestinos, incluindo estupro, estupro coletivo, tortura sexualizada e mutilação. Em fevereiro de 2024, especialistas da ONU citaram pelo menos dois casos de mulheres palestinas estupradas por soldados israelenses. Homens e meninos palestinos também foram estuprados e submetidos a torturas, incluindo no  campo de detenção de Sde Teiman, com casos em que a tortura resultou na morte das vítimas.
Em junho de 2024, detidos no campo de detenção de Sde Teiman relataram que forças israelenses inseriram "varas de metal quente" e "varas elétricas" em seus retos, resultando na morte de pelo menos uma pessoa.
Em junho de 2024, um prisioneiro palestino libertado do campo de detenção de Sde Teiman testemunhou que prisioneiros foram estuprados por cães.
Em seu relatório investigativo de junho de 2024, a Comissão Internacional Independente de Inquérito sobre o Território Palestino Ocupado da ONU concluiu: "A frequência, prevalência e gravidade dos crimes sexuais e de gênero perpetrados contra palestinos desde 7 de outubro nos Territórios Palestinianos Ocupados indicam que formas específicas de violência sexual e de gênero são parte dos procedimentos operacionais das Forças de Segurança Israelenses."
Em agosto de 2024, Ibrahim Salem, que apareceu em uma das primeiras fotos vazadas de Sde Teiman, foi libertado após 52 dias de detenção sem acusação. Ele relatou torturas generalizadas, incluindo por equipes médicas, além de eletrocussão durante interrogatórios, abusos sexuais, espancamentos constantes, desnudamento forçado, manipulação genital e estupros frequentes cometidos por soldados homens e mulheres. Crianças também foram submetidas a estupro. Em um caso, um prisioneiro na faixa dos 40 anos foi algemado e forçado a se curvar sobre uma mesa enquanto uma soldada inseria os dedos e outros objetos em seu reto. Se o prisioneiro se movesse, um soldado homem à sua frente o espancava e o obrigava a permanecer na posição. Segundo Salem, "a maioria dos prisioneiros sai com lesões retais [causadas pelos abusos sexuais]".
Em agosto de 2024, a organização israelense de direitos humanos B'Tselem publicou um relatório sobre abusos sistemáticos, tortura, violência sexual e estupro de detidos palestinos, descrevendo o sistema prisional israelense como uma "rede de campos de tortura". O relatório inclui amplos testemunhos de palestinos. O The Guardian também entrevistou detidos palestinos, relatando que eles "corroboram o relatório da organização de direitos B'Tselem, que afirma que as prisões agora devem ser chamadas de 'campos de tortura'".
Em agosto de 2024, testemunhos de detidos palestinos libertados, coletados pelo Channel 4, revelaram "alegações chocantes de abusos físicos, psicológicos e sexuais" cometidos por forças israelenses. Em um testemunho, uma vítima de violência sexual relatou: "Quando a soldada me agarrou pelos testículos e pênis, ela me feriu com as unhas, cravando-as no meu pênis. Comecei a gritar e morder o arame".
Em outubro de 2024, uma investigação da ONU examinou a detenção de palestinos em campos e instalações militares israelenses, constatando que milhares de detidos, incluindo crianças e adultos, muitos detidos arbitrariamente, sofreram abusos generalizados, incluindo violência física e psicológica, estupro e outras formas de violência sexual e de gênero, além de condições que equivalem a tortura. Detidos homens foram submetidos a estupro e forçados a suportar atos humilhantes como forma de punição. O relatório destacou que mortes resultantes de tais abusos ou negligência constituem crimes de guerra e violações do direito à vida. Israel recusou-se a cooperar com a investigação, alegando que ela tinha um "viés anti-Israel".

### Destruição de mesquitas, igrejas e sítios culturais e históricos por Israel

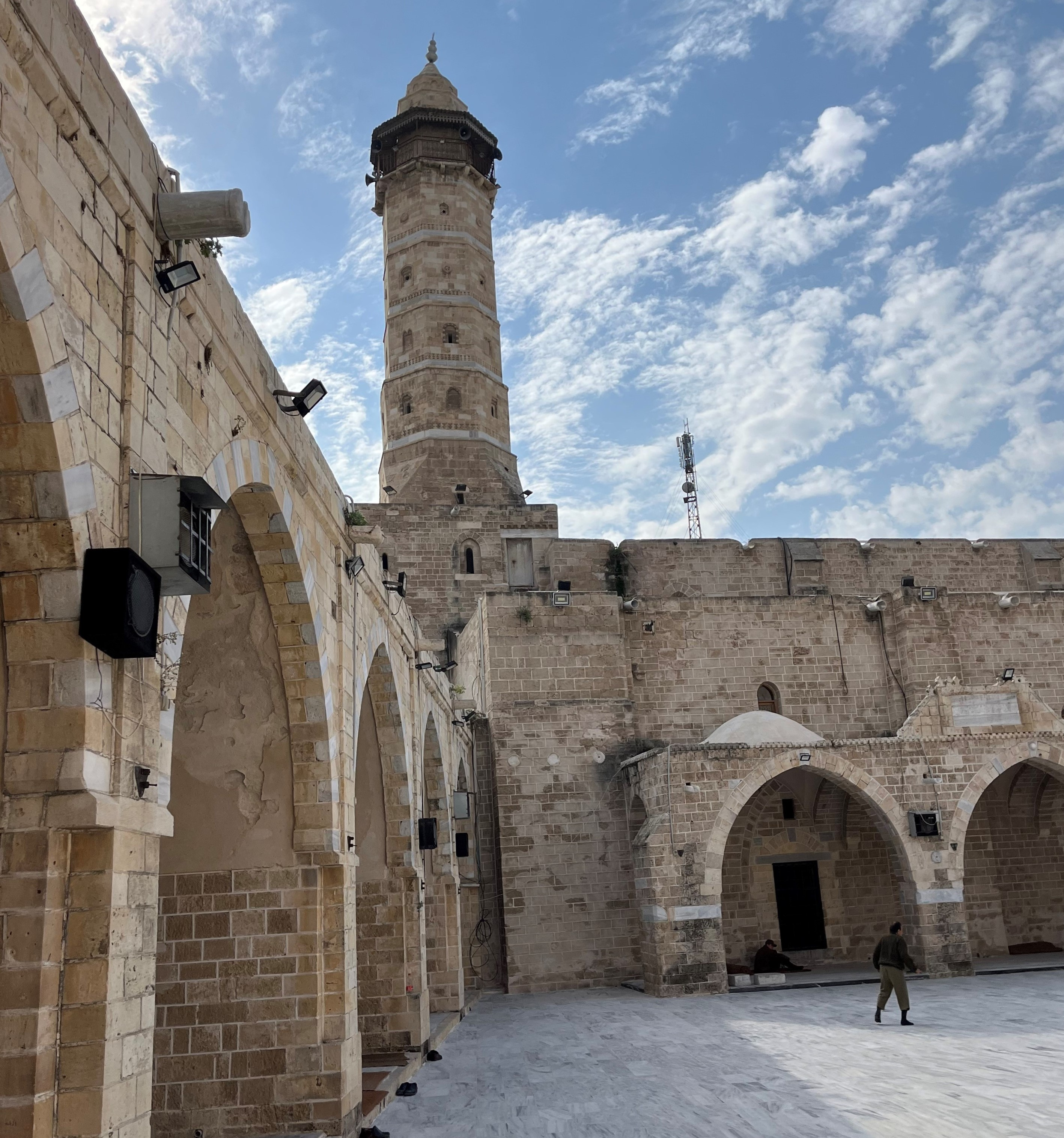
A Grande Mesquita Omari, destruída por Israel

Um relatório publicado no início de novembro de 2023 listou mais de 100 sítios arqueológicos, bibliotecas, locais religiosos e outros pontos de importância histórica antiga que foram parcial ou totalmente destruídos por Israel.
Em janeiro de 2024, o Ministério dos Assuntos Religiosos e Waqf de Gaza estimou que 104 mesquitas foram danificadas ou destruídas desde o início do conflito. A BBC verificou 74 casos de locais religiosos danificados ou destruídos, sendo 72 mesquitas e duas igrejas. A revista The Nation destacou que a destruição da Grande Mesquita Omari, originalmente uma igreja bizantina do século V, foi "um crime contra o patrimônio cultural. Mais importante, porém... parte de uma campanha de aniquilação total... um elemento deliberado da campanha israelense para apagar todos os vestígios da vida palestina".

### Destruição de cemitérios
Israel danificou ou destruiu pelo menos 16 cemitérios na Faixa de Gaza, em alguns casos criando estradas de terra sobre eles ou estabelecendo posições militares. A destruição intencional de locais religiosos sem necessidade militar pode ser considerada um crime de guerra. Em 21 de dezembro de 2023, tratores destruíram um cemitério no bairro de Al-Saha, no leste de Gaza. Em 6 de janeiro de 2024, palestinos em  Tuffah reenterraram corpos após o exército israelense supostamente exumá-los e destruir suas sepulturas. Em Khan Younis, gazenses relataram que o exército israelense invadiu um cemitério e removeu corpos. O cemitério de Khan Younis foi supostamente destruído por tratores, com lápides esmagadas e restos humanos expostos. Muna Haddad, advogada especialista no tratamento de mortos, afirmou: "O que está acontecendo é... considerado um crime de guerra de 'ultraje à dignidade pessoal' sob o Estatuto de Roma." Em 27 de janeiro de 2024, forças israelenses escoltaram a CNN a Gaza para explicar a destruição do cemitério de Bani Suheila [en], onde, segundo as FDI, passava um túnel; no entanto, durante a visita de três horas, os comandantes israelenses não conseguiram comprovar sua alegação. Além disso, as FDI não permitiram que a CNN visse qualquer suposta entrada do túnel dentro do cemitério e, posteriormente, forneceram imagens de drones mostrando duas entradas de túneis, ambas localizadas fora do cemitério. A CNN transmitiu imagens do cemitério completamente destruído e escavado.

### Punição coletiva
| “              | É uma nação inteira que é responsável. Não é verdade essa retórica sobre civis não estarem cientes, não estarem envolvidos. Isso é absolutamente falso. Eles poderiam ter se levantado. Eles poderiam ter lutado contra aquele regime maligno que tomou Gaza em um golpe de Estado. | ” |
| — Isaac Herzog | |   |

Várias ações do exército israelense, incluindo o bloqueio de eletricidade, alimentos, combustível e água, foram caracterizadas como punição coletiva, um crime de guerra proibido por tratado em conflitos armados internacionais e não internacionais, especificamente pelo Artigo 3 Comum das Convenções de Genebra e pelo Protocolo Adicional II. O presidente de Israel, Isaac Herzog, acusou os residentes de Gaza de responsabilidade coletiva [en] pelo conflito. O presidente internacional da Médicos Sem Fronteiras, Christos Christou [en], afirmou que milhões de civis em Gaza enfrentavam "punição coletiva" devido ao bloqueio de combustível e medicamentos por Israel.
Em entrevista ao The New Yorker, a especialista em direitos humanos Sari Bashi destacou a singularidade histórica de autoridades israelenses admitirem abertamente que estão praticando punição coletiva. Em 18 de outubro, o Secretário-Geral da ONU, António Guterres, declarou que os ataques do Hamas "não justificam a punição coletiva do povo palestino". Em 24 de outubro, a Human Rights Watch criticou a recusa de Israel em permitir a entrada de combustível ou água em Gaza, classificando-a como crime de guerra. Em 29 de outubro, Karim Ahmad Khan afirmou que o impedimento de ajuda a Gaza por Israel pode constituir um crime sob a jurisdição do Tribunal Penal Internacional. Em 7 de dezembro, Khan reiterou que "impedir intencionalmente suprimentos de ajuda" pode constituir um crime de guerra sob o Estatuto de Roma. Em 20 de janeiro de 2024, as FDI lançaram panfletos com imagens de reféns em Rafah, declarando: "Quer voltar para casa? Por favor, ligue se reconhecer algum deles." Em 25 de janeiro de 2024, o Ministério da Saúde de Gaza relatou que tropas israelenses dispararam e mataram 20 civis que buscavam ajuda humanitária na cidade de Gaza.
Em 31 de janeiro de 2024, o jornal Haaretz relatou que comandantes do exército israelense estavam ordenando às tropas que queimassem e destruíssem edifícios desocupados em Gaza. Segundo a Human Rights Watch: "A destruição ilegal e excessiva de propriedades, sem justificativa militar, também constitui um crime de guerra." Em 16 de abril de 2024, um porta-voz do Escritório de Direitos Humanos da ONU declarou: "Israel continua a impor restrições ilegais à entrada e distribuição de assistência humanitária, além de realizar a destruição generalizada da infraestrutura civil." O ministro da Justiça da Irlanda, Micheál Martin, classificou as ações de Israel como "totalmente desproporcionais e... uma violação do direito humanitário em termos da destruição de Gaza".

#### Fome
Israel impôs um "cerco total" em Gaza nos primeiros dez dias da guerra, devido a alegadas preocupações de segurança de que armas, combustível e munições poderiam ser transferidos para o Hamas sob o disfarce de ajuda humanitária. Posteriormente, Israel permitiu a entrega de ajuda humanitária limitada após verificações de segurança. A restrição ao fluxo de alimentos, combustível, água e outras formas de ajuda humanitária foi criticada como crime de guerra por organizações de direitos humanos.

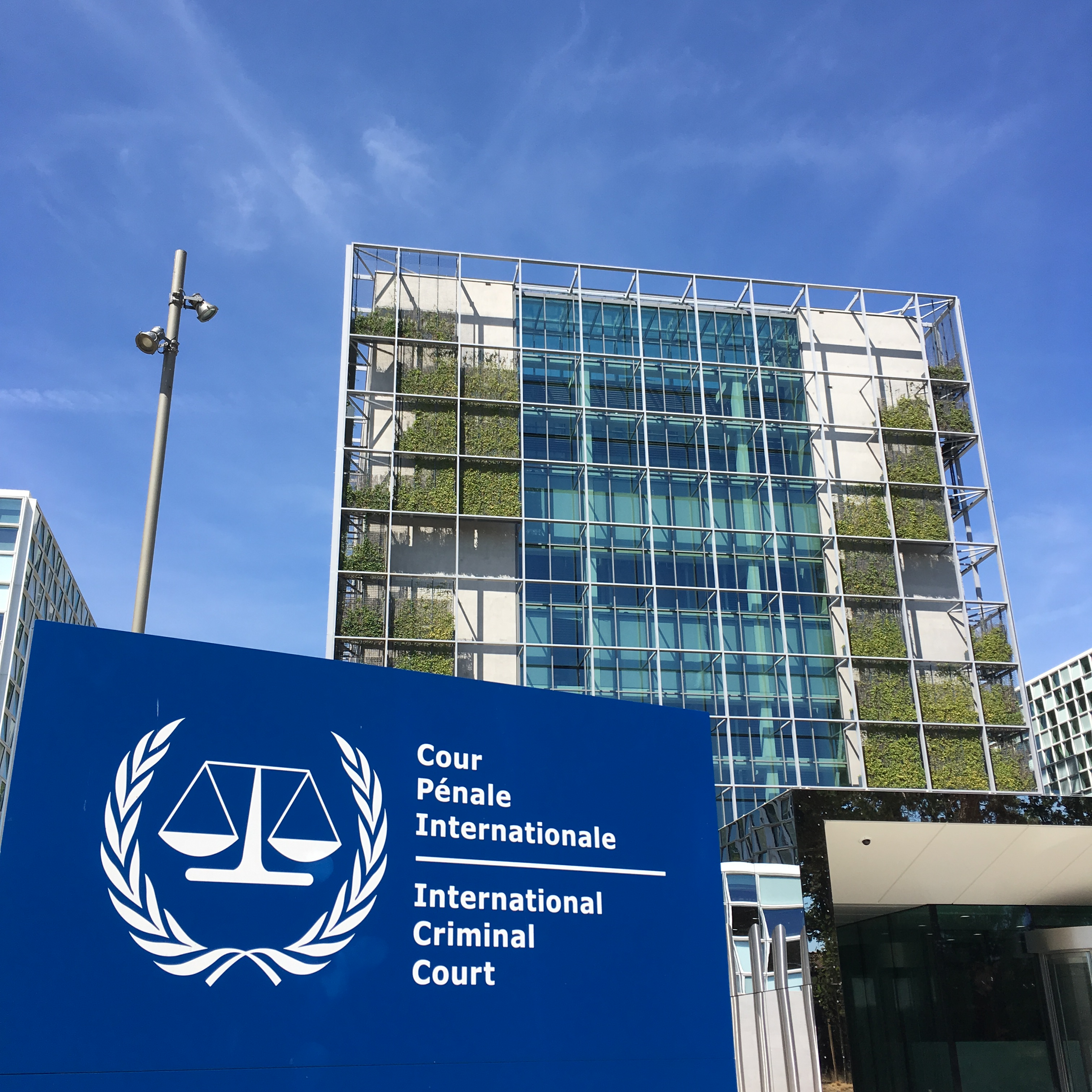
A sede do Tribunal Penal Internacional em Haia, Países Baixos. Ao solicitar mandados de prisão, o procurador do TPI, Karim Ahmad Khan, alegou que Netanyahu e Gallant cometeram o crime de guerra de fome.

Em março de 2024, o principal diplomata da União Europeia, Josep Borrell, afirmou que Israel estava usando a fome como arma de guerra. Da mesma forma, o Alto Comissário da ONU para Direitos Humanos, Volker Türk, declarou: "A extensão das restrições contínuas de Israel à entrada de ajuda em Gaza, juntamente com a maneira como continua a conduzir hostilidades, pode equivaler ao uso da fome como método de guerra, o que é um crime de guerra".
A Human Rights Watch afirmou que Israel estava cometendo um crime de guerra ao usar a fome como método de guerra. Alex de Waal [en] declarou que era a pior fome causada pelo homem em 75 anos. Luis Moreno Ocampo, ex-procurador-chefe do TPI, afirmou: "Interromper a ajuda, em particular para destruir a vida civil – com a intenção de destruir uma comunidade histórica – é genocídio." Em abril de 2024, o escritório de direitos humanos da ONU afirmou que Israel estava impondo "restrições ilegais" à ajuda humanitária.
O EuroMed Monitor descreveu a situação como uma guerra de fome contra civis na Faixa de Gaza. O EuroMed observou que as condições de vida atingiram níveis catastróficos devido ao corte total de suprimentos alimentares para a metade norte, além de bombardeios e destruição de fábricas, padarias, lojas de alimentos, estações de água e tanques em todo o enclave. O EuroMed também destacou que Israel focou deliberadamente seus ataques em geradores elétricos e unidades de energia solar, dos quais dependem instalações comerciais e restaurantes, para manter o mínimo possível de funcionamento. Israel também visou áreas agrícolas a leste de Gaza, estoques de farinha, barcos de pescadores e centros de organizações de ajuda, incluindo os pertencentes à UNRWA. Como resultado, mais de 90% das crianças em Gaza sofreram de problemas de saúde variados, incluindo desnutrição, anemia e imunidade enfraquecida. Atiradores israelenses teriam alvejado pessoas esperando por ajuda humanitária.
O TPI determinou, como parte das medidas provisórias, que Israel facilite o fluxo de ajuda e reduza o sofrimento humanitário em Gaza. Em sua decisão provisória de março de 2024, o TPI afirmou: "O tribunal observa que os palestinos em Gaza não estão mais enfrentando apenas o risco de fome (...) mas que a fome está se instalando."
Israel contestou a metodologia anterior do IPC, citando acadêmicos do setor de saúde pública israelense. Um estudo independente realizado por pesquisadores da Universidade de Columbia concluiu que "quantidades suficientes de alimentos estão sendo fornecidas a Gaza", embora "nem sempre sejam distribuídas às pessoas devido a outros fatores, como guerra e controle do Hamas".
Em 5 de agosto de 2024, o Ministro das Finanças de Israel, Bezalel Smotrich [en], afirmou que Israel "traz ajuda porque não há escolha" e acredita que bloquear a ajuda humanitária à Faixa de Gaza é "justificado e moral", mesmo que cause a morte de dois milhões de gazenses por fome, mas que a comunidade internacional não permitiria isso.

### Violações da neutralidade médica

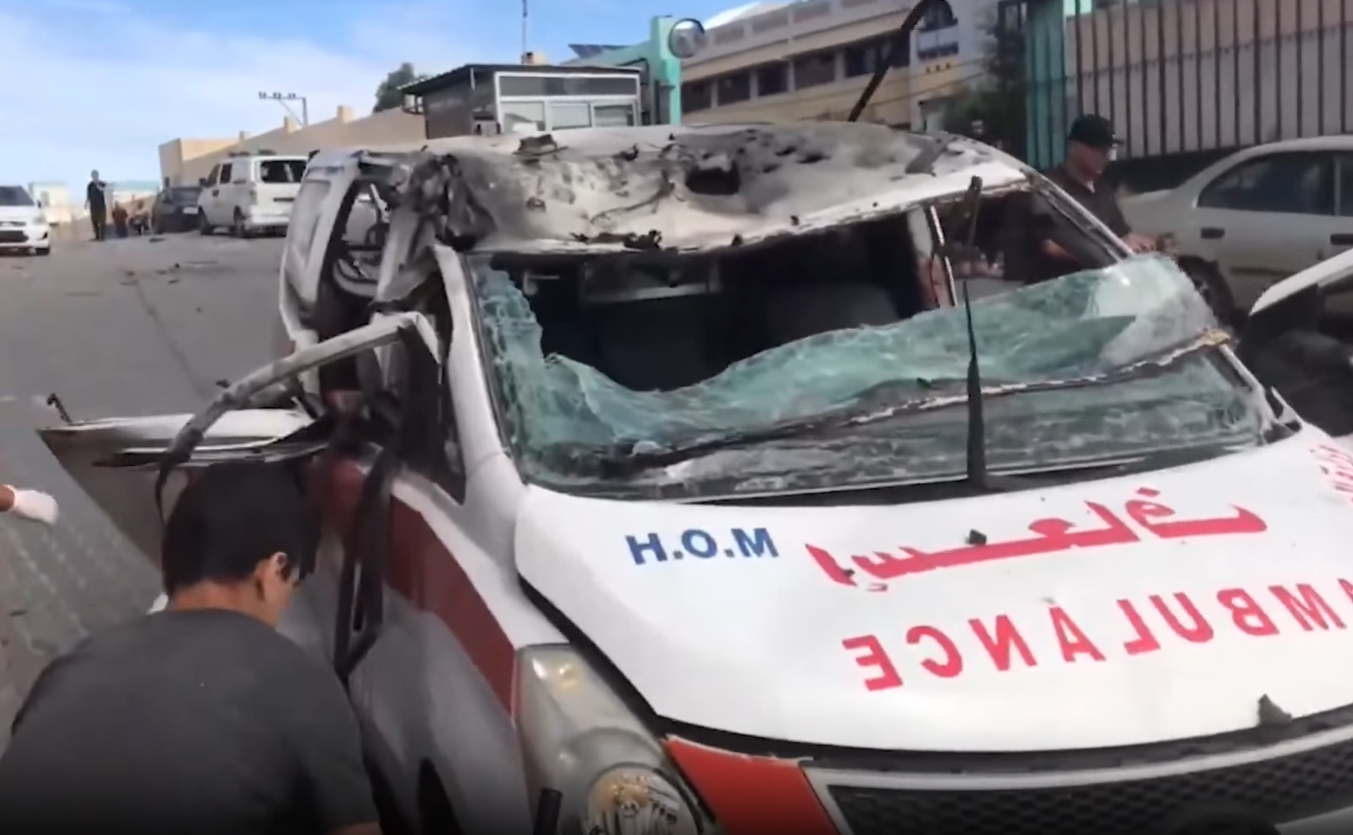
Ambulância do Crescente Vermelho Palestino destruída por um ataque aéreo israelense

Israel foi acusado de violar a neutralidade médica [en], um crime de guerra sob as Convenções de Genebra, já que hospitais têm proteção especial sob o direito humanitário internacional. Esses ataques foram realizados de maneira que grupos de ajuda e organismos internacionais têm descrito como sistemática. Segundo autoridades de Gaza, as FDI alvejaram deliberadamente ambulâncias e instalações de saúde com ataques aéreos. Em comunicado, o Crescente Vermelho Palestino exigiu "responsabilização por esse crime de guerra". A Federação Internacional das Sociedades da Cruz Vermelha e do Crescente Vermelho, a UNRWA e a Médicos Sem Fronteiras relataram a morte de seus profissionais médicos. Em 14 de outubro, a Organização Mundial da Saúde afirmou que a morte de profissionais de saúde e a destruição de instalações médicas "nega aos civis o direito humano básico à saúde que salva vidas" e é proibida pelo Direito Humanitário Internacional. Em 17 de outubro, a OMS relatou que 51 instalações de saúde haviam sido atacadas por Israel. Em 4 de novembro, o Ministério da Saúde de Gaza afirmou que 105 instalações médicas haviam sido deliberadamente alvejadas. O professor de direito Neve Gordon [en] disse que Israel faz uso de exceções limitadas na lei para justificar ataques a hospitais, alegando uso pelo Hamas.
Em 21 de outubro, o Ministério da Saúde relatou que Israel havia atacado 69 instalações de saúde, 24 ambulâncias, colocado 7 hospitais fora de serviço e matado 37 funcionários médicos. Profissionais de saúde e grupos de ajuda relataram que vários hospitais em Gaza foram atingidos por ataques aéreos e bombardeios. A Sociedade do Crescente Vermelho Palestino acusou Israel de realizar "deliberadamente" ataques aéreos "diretamente ao redor" do segundo maior hospital de Gaza, o Hospital al-Quds [en], no norte de Gaza, para forçar a evacuação da instalação. A Organização Mundial da Saúde (OMS) considerou impossível evacuar o hospital. Segundo a CNN, mesmo aqueles que evacuaram para o sul não estavam seguros. Em 30 de outubro de 2023, o  Hospital da Amizade Turco-Palestino, localizado no sul de Gaza, foi atingido por um "ataque direto", causando danos e ferimentos.
Em 3 de novembro, um ataque aéreo israelense atingiu um comboio de ambulâncias que partia do  Hospital Al-Shifa, transportando, segundo um porta-voz do Ministério da Saúde (Palestina) [en], 15-20 pacientes gravemente feridos. O exército israelense confirmou o ataque, afirmando que uma das ambulâncias estava sendo usada por uma "célula terrorista do Hamas" e estava próxima de sua posição. Em resposta, Yanis Varoufakis observou: "Mesmo que a ambulância estivesse transportando um líder do Hamas, bombardeá-la viola a Convenção de Genebra." O chefe da ONU, António Guterres, disse estar "horrorizado" com o ataque. Nas semanas anteriores, Israel divulgou um vídeo animado alegando que o hospital Al-Shifa abrigava um centro militar subterrâneo secreto. Isso foi negado pelo Hamas, que afirmou que Israel usava evidências "prefabricadas" para justificar um ataque militar a um hospital. As leis de guerra oferecem proteções limitadas a instalações médicas usadas para tais fins. A Human Rights Watch afirmou que os ataques foram aparentemente ilegais e devem ser investigados como possível crime de guerra.
Durante o Cerco à Cidade de Gaza [en], atiradores israelenses teriam disparado contra a unidade de terapia intensiva do Hospital Al-Quds, matando uma pessoa e ferindo 28. Médicos no Hospital Al-Shifa relataram que atiradores nas proximidades do complexo disparavam contra "qualquer pessoa em movimento". Fabrizio Carbone [en], chefe regional do Comitê Internacional da Cruz Vermelha para o Oriente Médio, afirmou que os ataques de Israel ao hospital Al-Shifa não poderiam continuar, enfatizando que pacientes e funcionários do hospital deveriam ser "protegidos de acordo com as leis de guerra". Em resposta ao  Cerco ao Hospital Al-Shifa, a Human Rights Watch afirmou que as ações de Israel contra hospitais precisam ser investigadas como crimes de guerra. Jennifer Cassidy, especialista jurídica da Universidade de Oxford, afirmou que o cerco de Israel ao Al-Shifa era um crime de guerra "simples e direto". Após um ataque israelense ao Hospital Indonésia [en], o Ministro das Relações Exteriores da Indonésia classificou-o como uma clara violação do direito humanitário internacional.

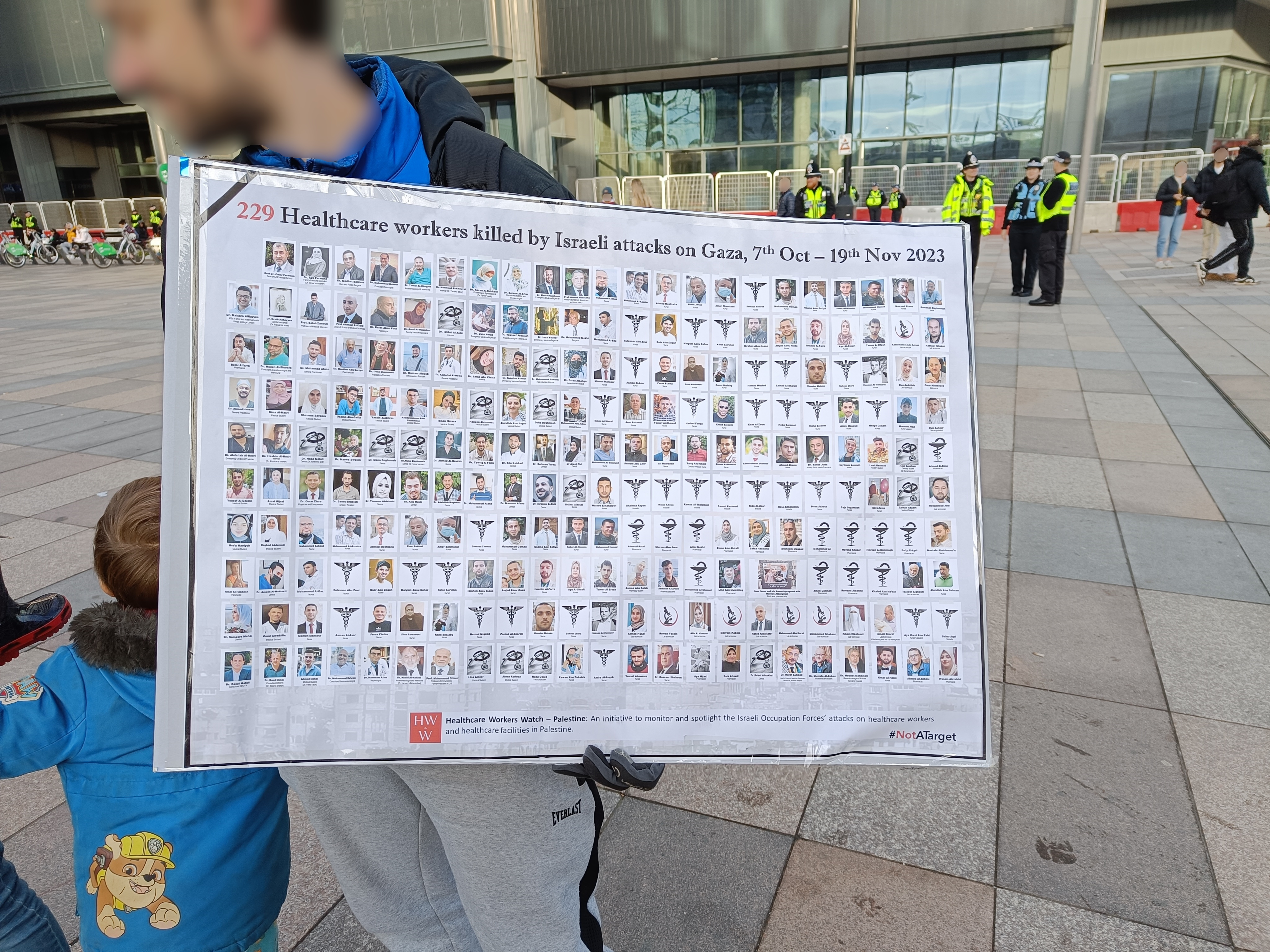
Fotos de profissionais de saúde palestinos mortos durante combates em Gaza, 25 de novembro de 2023

Em 18 de novembro de 2023, duas pessoas foram mortas enquanto viajavam em um comboio de evacuação claramente identificado da Médicos Sem Fronteiras na Cidade de Gaza. A Médicos Sem Fronteiras classificou o incidente como um "ataque deliberado". Em 16 de dezembro, o Euro-Mediterranean Human Rights Monitor pediu uma investigação internacional sobre crimes de guerra israelenses no Hospital Kamal Adwan. Em 17 de janeiro de 2024, fogo israelense danificou o hospital de campanha jordaniano, levando o exército jordaniano a chamar o incidente de "violação flagrante do direito internacional". Em 19 de janeiro, a Jordânia afirmou que Israel havia "deliberadamente" alvejado o hospital. Em 31 de janeiro, a Médicos Sem Fronteiras afirmou que Israel havia conduzido "ataques sistemáticos a instalações de saúde", o que consideraram sem precedentes na história da organização.
Em 8 de fevereiro, o Crescente Vermelho acusou as FDI de matar deliberadamente um de seus paramédicos. Em 11 de fevereiro, o Crescente Vermelho acusou as FDI de alvejar e matar deliberadamente dois de seus paramédicos enviados para resgatar Hind Rajab, chamando o assassinato de crime de guerra. Em resposta a um ataque no  Hospital Shuhada Al-Aqsa em 31 de março de 2024, o chefe da OMS Tedros Adhanom Ghebreyesus afirmou: "Os ataques contínuos e a militarização de hospitais devem parar. O direito humanitário internacional deve ser respeitado."
Em outubro de 2024, uma investigação da ONU acusou Israel de "cometer crimes de guerra e o crime contra a humanidade de extermínio com ataques implacáveis e deliberados contra pessoal médico e instalações", além de acusar as FDI de matar e torturar deliberadamente pessoal médico, alvejar veículos médicos e restringir pacientes de sair de Gaza. Em 14 de maio de 2025, as Nações Unidas registraram 686 ataques israelenses a instalações de saúde, chamando-os de "violação flagrante do direito humanitário internacional".

### Ataques a jornalistas
Em 1º de novembro de 2023, a organização Repórteres Sem Fronteiras solicitou ao Tribunal Penal Internacional (TPI) que iniciasse uma investigação prioritária sobre crimes de guerra relacionados ao assassinato de nove jornalistas. A RSF destacou que, dos 41 jornalistas mortos no primeiro mês do conflito, 36 eram repórteres palestinos mortos por ataques israelenses na Faixa de Gaza.
Em entrevista à NPR, Jodie Ginsberg, presidente do Comitê para a Proteção dos Jornalistas, pediu uma investigação do TPI sobre o assassinato de jornalistas em Gaza, afirmando que os ataques "parecem ter sido direcionados". Em 27 de janeiro de 2024, a Federação Internacional de Jornalistas enviou uma carta aberta a Benjamin Netanyahu e Yoav Gallant, declarando que levaria Israel a julgamento caso não cumprisse a ordem do TPI de evitar ataques a jornalistas. Em fevereiro de 2024, o vice-diretor da Federação Internacional de Jornalistas afirmou: "Parece haver uma campanha sistemática para matar, aterrorizar e mutilar jornalistas em Gaza".
Em 13 de fevereiro de 2024, a Al Jazeera declarou que Israel atacou dois de seus jornalistas em Gaza, classificando o incidente como "um crime completo, adicionado aos crimes de Israel contra jornalistas, e uma nova etapa na série de ataques deliberados contra jornalistas da Al Jazeera". Um representante da Media Defence [en] afirmou: "Jornalistas são civis, portanto, têm direito a todas as proteções que os civis devem ter em tempos de conflito". O diretor do International Press Institute declarou: "Vemos jornalistas claramente alvejados... Nossa organização monitora a liberdade de imprensa há quase 75 anos, e este é o pior ataque a jornalistas que já vimos em qualquer conflito".

### Evacuação forçada
Em 13 de outubro de 2023, o exército israelense ordenou a evacuação [en] de 1,1 milhão de pessoas do norte de Gaza, alegando a necessidade de separar a população civil dos militantes infiltrados entre eles, e afirmou que a população poderia retornar após o fim da guerra. Autoridades de Gaza inicialmente orientaram os residentes a ignorar a ordem, com o Ministério do Interior [en] afirmando que Israel buscava "deslocar-nos novamente de nossa terra". A evacuação foi caracterizada como uma transferência forçada por Jan Egeland, diplomata norueguês envolvido no Acordo de Oslo. Egeland afirmou: "Há centenas de milhares de pessoas fugindo por suas vidas — isso não é algo que deva ser chamado de evacuação. É uma transferência forçada de pessoas de todo o norte de Gaza, o que, segundo a Convenção de Genebra, é um crime de guerra". A relatora especial da ONU Francesca Albanese alertou para uma possível limpeza étnica em massa em Gaza. O historiador israelense Raz Segal [en] classificou a ação como um "caso clássico de genocídio". A medida foi condenada pela ONU, Médicos Sem Fronteiras, UNICEF e pelo IRC.
Em 14 de outubro de 2023, a Organização Mundial da Saúde condenou a ordem de Israel para evacuar 22 hospitais no norte de Gaza, classificando-a como uma "sentença de morte". Médicos destacaram a falta de leitos hospitalares no sul da Faixa de Gaza e a impossibilidade de transportar pacientes, como recém-nascidos em incubadoras [en] e pacientes em ventiladores. Apesar disso, em 22 de outubro de 2023, as FDI lançaram panfletos no norte de Gaza, declarando que qualquer pessoa que não cumprisse a evacuação seria considerada "terrorista". Em 20 de dezembro de 2023, a Human Rights Watch afirmou que o risco de migração forçada estava aumentando. Em 12 de janeiro de 2024, o Secretário-Geral Adjunto para Direitos Humanos declarou que as evacuações forçadas por Israel não garantiram as proteções exigidas pelo direito internacional, constituindo um potencial crime de guerra. Em março de 2024, a Forensic Architecture [en] afirmou que as "evacuações humanitárias" de Israel poderiam configurar o crime de guerra de deslocamento forçado.
Em março de 2024, Paula Gaviria Betancur, relatora especial da ONU sobre os direitos das pessoas deslocadas internamente, declarou, antes da planejada ofensiva em Rafah [en]: "Qualquer ordem de evacuação imposta em Rafah nas circunstâncias atuais, com o resto de Gaza reduzido a escombros, seria uma violação flagrante do direito humanitário e dos direitos humanos internacionais". O presidente francês Emmanuel Macron afirmou a Netanyahu que uma transferência forçada da população de Rafah seria um crime de guerra. Em maio de 2024, Volker Türk condenou as ordens de evacuação de Israel em Rafah, afirmando: "Isso é desumano. Contraria os princípios básicos do direito humanitário e dos direitos humanos internacionais". Um porta-voz do UNOCHA afirmou sobre a evacuação de Rafah: "Há fortes indícios de que isso está sendo conduzido em violação do direito humanitário internacional".

### Zona de amortecimento
Israel buscou criar uma zona de amortecimento, ou zona-tampão, ampliada em Gaza. Análises de satélite realizadas por pesquisadores da Universidade Hebraica indicaram que a zona de amortecimento já estava em estágios avançados de implementação. Até janeiro de 2024, Israel havia destruído mais de 1.000 edifícios para a criação da zona planejada. Em abril de 2024, a UNOSAT [en] constatou que cerca de 90% dos 4.000 edifícios na fronteira leste de Gaza haviam sido danificados ou destruídos. O Centro Palestino para Direitos Humanos [en] afirmou que tais propriedades civis são protegidas pelo direito humanitário internacional. Shaul Arieli [en], ex-coronel das FDI e especialista em fronteiras israelenses, declarou que a criação de uma zona de amortecimento permanente é ilegal, pois Israel, como potência ocupante, está proibido de alterar as fronteiras de Gaza. Geoffrey Nice [en], procurador de crimes de guerra, afirmou: "É injustificado, sob qualquer perspectiva, segundo o direito internacional". Volker Türk, chefe de direitos humanos da ONU, declarou: "A destruição extensiva de propriedades, não justificada por necessidade militar e realizada de forma ilegal e arbitrária, constitui uma grave violação da Quarta Convenção de Genebra e um crime de guerra". Uma análise do Haaretz indicou que a zona de amortecimento poderia ocupar até 16% do território total de Gaza.

### Pilhagem
Durante a guerra, soldados realizaram pilhagens em residências palestinas em Gaza, supostamente levando "tudo o que é fácil e acessível". Em 21 de fevereiro de 2024, Yifat Tomer-Yerushalmi, Advogada-Geral Militar das FDI, afirmou que algumas ações de soldados — incluindo saques e remoção de propriedades privadas — haviam "ultrapassado o limite criminal". Tomer-Yerushalmi informou que esses casos estavam sob investigação. O Conselho para as Relações Americano-Islâmicas classificou os saques como crime de guerra e exigiu que a administração Biden os condenasse. A Quarta Convenção de Genebra de 1949 proíbe expressamente o saque de propriedades civis durante conflitos armados.

### Cisjordânia
Durante a guerra, o exército israelense intensificou suas atividades na Cisjordânia. Segundo a Anistia Internacional, Israel violou o direito humanitário internacional ao usar força desproporcional em operações de prisão, bloquear assistência médica a pessoas com ferimentos graves, atacar paramédicos e realizar assassinatos ilegais. Erika Guevara Rosas, diretora de pesquisa global da Anistia, afirmou: "Esses assassinatos ilegais violam flagrantemente o direito internacional dos direitos humanos e são cometidos com impunidade". Ben Saul [en], relator especial da ONU para direitos humanos, afirmou que o assassinato de dois meninos pelas FDI em novembro de 2023 parecia ser um crime de guerra. Em 5 de março de 2024, o Crescente Vermelho Palestino relatou 427 violações contra sua missão médica por Israel na Cisjordânia, classificando-as como violações do direito humanitário internacional.
Forças israelenses disfarçadas de equipe médica e civis mataram três palestinos dentro de um hospital em Jenin, na Cisjordânia ocupada. O hospital classificou o incidente como "assassinato". Israel alegou que os homens pertenciam a uma "célula terrorista do Hamas". A BBC os descreveu como "membros de grupos armados palestinos". No entanto, mesmo que fossem militantes, matá-los enquanto feridos constitui um crime de guerra, assim como se passar por médicos durante o processo. Segundo especialistas da ONU, o assassinato de três palestinos em um hospital na Cisjordânia ocupada por comandos israelenses disfarçados de trabalhadores médicos e mulheres muçulmanas pode constituir crime de guerra.
Após a demolição da casa de um ativista palestino em Jerusalém Oriental — parte de uma onda mais ampla de deslocamento forçado na Cisjordânia — o Serviço Europeu de Ação Externa declarou: "Tais atos violam o Direito Humanitário Internacional". George Noll, chefe do Escritório de Assuntos Palestinianos dos EUA, também condenou a demolição. Após a aprovação de cerca de 3.500 novos assentamentos ilegais na Cisjordânia, o chefe de direitos humanos da ONU, Volker Türk, afirmou que a transferência da população israelense para territórios ocupados é um "crime de guerra sob o direito internacional". Após o anúncio de que Israel confiscaria 800 hectares de terras palestinas na Cisjordânia, o Ministério das Relações Exteriores da Alemanha afirmou: "Os assentamentos violam o direito internacional e alimentam mais tensões nesta situação extremamente delicada". O presidente francês Emmanuel Macron condenou a expansão dos assentamentos, afirmando que "são contrários ao direito internacional".
A BBC News relatou em maio de 2024 que 11 soldados da Brigada Kfir [en] (que atua principalmente na Cisjordânia) publicaram nas redes sociais 45 fotos e vídeos mostrando palestinos detidos; as Forças de Defesa de Israel não responderam sobre os incidentes específicos ou soldados envolvidos, declarando apenas: "Em caso de comportamento inaceitável, os soldados foram disciplinados e até suspensos do serviço reserva". A BBC informou que os soldados não ocultaram suas identidades, com alguns publicando sob os nomes de Yohai Vazana, Ofer Bobrov, Sammy Ben e Ori Dahbash. Segundo a BBC, "os palestinos detidos são frequentemente mostrados vendados e contidos, forçados a deitar no chão ou agachar, com as mãos amarradas atrás das costas", alguns cobertos com bandeiras israelenses.

### Uso de fósforo branco contra civis

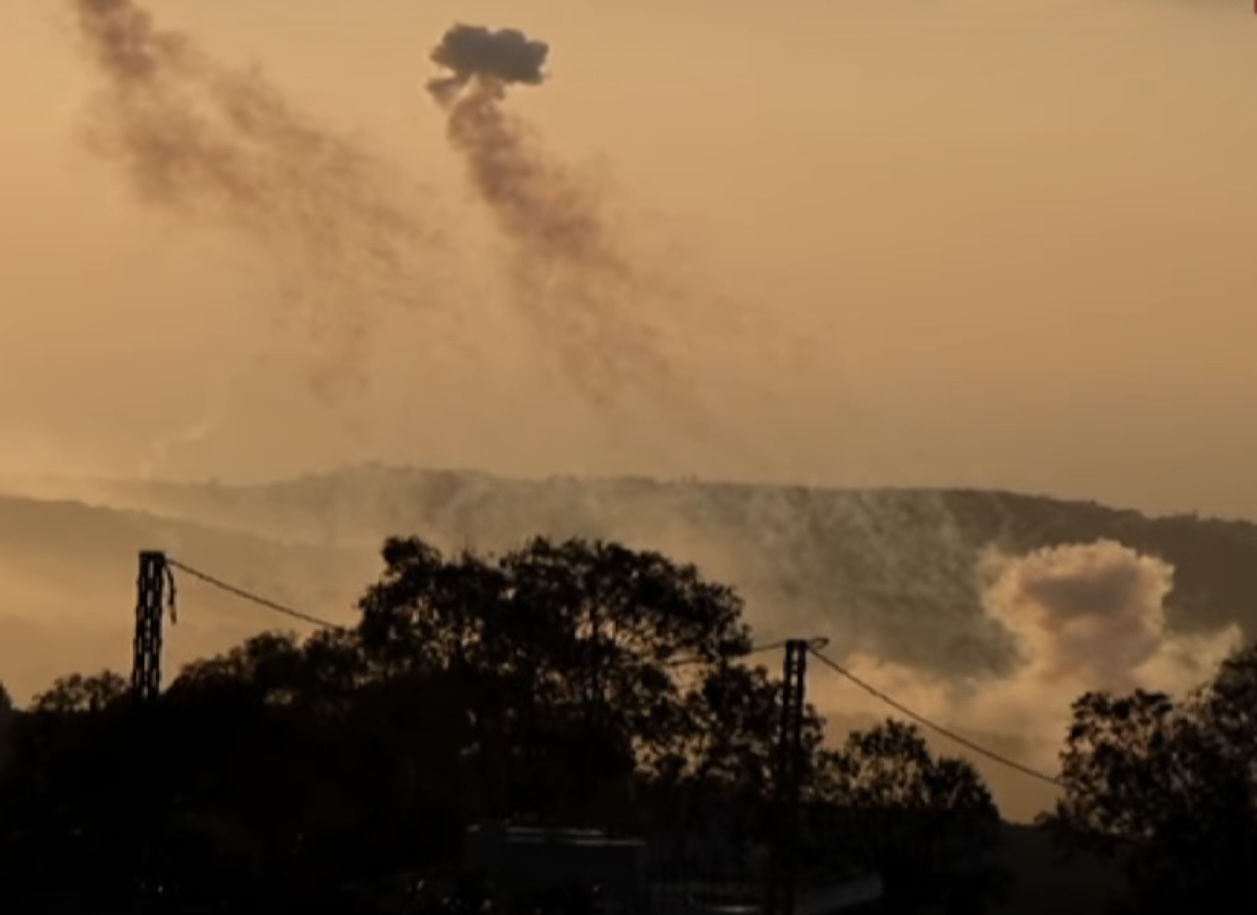
Uso de fósforo branco no sul do Líbano, 16 de outubro de 2023.

A Human Rights Watch e o Laboratório de Evidências de Crise da Anistia Internacional compartilharam evidências de que unidades militares israelenses em Gaza e no Líbano usaram munições de fósforo branco. Israel negou as acusações, chamando-as de "inequivocamente falsas". As munições de fósforo branco são permitidas em campos de batalha para fins específicos, como criar cortinas de fumaça, gerar iluminação ou marcar alvos, e não são classificadas como armas químicas sob convenções internacionais devido a esses usos legítimos.
O fósforo branco é usado em munições de fumaça [en], iluminação [en] e incendiárias [en], inflamando-se ao entrar em contato com o oxigênio atmosférico. Ao atingir pessoas, pode causar lesões profundas e graves, potencialmente levando à falência de múltiplos órgãos, e até queimaduras leves podem ser fatais. O fósforo branco é considerado uma arma incendiária, e o  Protocolo III da Convenção da ONU sobre Armas Convencionais proíbe seu uso contra alvos militares localizados entre civis, embora Israel não seja signatário. Segundo a Human Rights Watch, o uso de fósforo branco é "indiscriminadamente ilegal quando disparado em áreas urbanas povoadas, onde pode incendiar casas e causar danos graves aos civis", e viola a exigência do direito humanitário internacional de tomar precauções para evitar ferimentos e mortes de civis.
Segundo Brian Castner, investigador de armas da Anistia Internacional, se este caso específico constitui um crime depende de "o alvo pretendido do ataque e o uso pretendido", mas, em geral, "qualquer ataque que não discrimine entre civis e forças militares pode violar as leis da guerra". Em 31 de outubro, após uma investigação, a Anistia Internacional afirmou que um ataque com fósforo branco de Israel em 16 de outubro foi indiscriminado, ilegal e "deve ser investigado como crime de guerra", devido ao uso na cidade libanesa povoada de Dhayra, que feriu pelo menos nove civis. Em 2 de novembro, a Anistia Internacional afirmou que suas investigações sobre quatro incidentes em 10, 11, 16 e 17 de outubro mostraram que Israel usou munições de fósforo branco. No Líbano, as bombas de fósforo branco de Israel destruíram mais de 4,5 milhões de metros quadrados de floresta no sul do Líbano, com perdas econômicas avaliadas em quase US$ 30 milhões. Uma investigação do Washington Post revelou que o fósforo branco usado em um ataque de outubro de 2023, que feriu 9 pessoas no Líbano, foi fornecido pelos EUA.

### Assassinato de pessoas rendidas

#### Palestinos rendidos
Em 10 de outubro, a Força de Defesa de Israel publicou um vídeo que parecia mostrar soldados das IDF atirando em quatro palestinos que se rendiam. A análise da filmagem indicou que os homens pareciam estar se rendendo, sendo que três deles estavam no chão com os braços levantados e um deles agitava uma peça de roupa branca. Nenhum deles parecia estar armado no momento do tiroteio, enquanto um vídeo posterior mostrou que os corpos haviam sido movidos, com armas colocadas perto deles no chão. A análise concluiu que os quatro homens eram palestinos desarmados que saíram de Gaza por uma brecha no muro de separação. Um porta-voz das IDF disse que não tinha comentários. Matar civis ou combatentes rendidos é um crime de guerra.
Em um vídeo datado de 8 de dezembro de 2023, os militares israelenses são vistos matando dois palestinos do  campo de refugiados de Far'a, na Cisjordânia, no que a B'Tselem descreveu como “execuções ilegais”. Um homem que segurava um recipiente foi alvejado e, em seguida, morto a tiros enquanto jazia sangrando no chão. Um segundo homem, que estava completamente desarmado e escondido embaixo de um carro, foi baleado e morreu instantaneamente. Os militares israelenses disseram posteriormente que investigariam os ataques.
Grupos de direitos humanos documentaram vários casos de civis em Gaza sendo alvejados por soldados israelenses enquanto agitavam bandeiras brancas. O diretor da Human Rights Watch para Israel-Palestina declarou que Israel tinha um “histórico de disparos ilegais contra pessoas desarmadas que não representam ameaça com impunidade - mesmo aquelas que agitavam bandeiras brancas”. No início de janeiro, surgiu um vídeo datado de 12 de novembro que mostrava palestinos deslocados evacuando a Cidade de Gaza, incluindo uma mulher e seu filho. Apesar de o grupo estar claramente carregando bandeiras brancas, a mulher teria sido baleada e morta por um atirador israelense.
Em 24 de janeiro de 2024, a rede britânica ITV divulgou imagens de um franco-atirador israelense atirando e matando um homem carregando uma bandeira branca que o jornalista havia entrevistado momentos antes de sua morte. Tanto o Conselho Norueguês de Refugiados [en] quanto a Anistia Internacional classificaram esse fato como um possível crime de guerra. Um comandante sênior da IDF declarou posteriormente: “Há erros, é a guerra.”
De acordo com uma testemunha entrevistada pela Al Jazeera, os cadáveres de 30 pessoas foram encontrados em 31 de janeiro de 2024 dentro do pátio de uma escola no norte de Gaza, com os corpos supostamente vendados e com as pernas e mãos amarradas. O Conselho de Relações Americano-Islâmicas disse que o incidente deveria ser investigado e adicionado ao caso da África do Sul na CIJ contra Israel. O Ministério das Relações Exteriores da Palestina considerou o incidente uma “violação de todas as normas e leis internacionais relevantes”. A ex-negociadora de paz canadense-palestina Diana Buttu [en] declarou que o incidente foi “claramente um crime de guerra”. Em março de 2024, um homem em Al-Zaytun [en] foi deliberadamente atropelado por um tanque israelense enquanto estava algemado, de acordo com o Euro-Med Human Rights Monitor.
Imagens obtidas pela Al Jazeera English mostraram dois homens agitando bandeiras brancas sendo mortos pelas forças israelenses e depois enterrados por escavadeiras do exército. As IDF confirmaram a morte dos dois homens, afirmando que eles estavam agindo de “maneira suspeita” e não responderam aos tiros de advertência; disseram que os enterraram com escavadeiras porque temiam que estivessem carregando explosivos. A Sociedade do Crescente Vermelho Palestino condenou as ações de Israel como “assassinatos extrajudiciais”. O Conselho de Relações Americano-Islâmicas chamou os assassinatos de “crime de guerra hediondo”.

#### Reféns israelenses rendidos
Em 15 de dezembro, as IDF divulgaram um comunicado anunciando que haviam matado três de seus próprios reféns por fogo amigo. De acordo com os militares israelenses, eles “identificaram erroneamente três reféns israelenses como uma ameaça” durante as operações em Shuja'iyya [en] e, posteriormente, dispararam contra eles, matando-os. De acordo com um oficial militar israelense em 16 de dezembro, os três reféns estavam sem camisa e agitando uma bandeira branca. O oficial alegou que um soldado respondeu a isso “abrindo fogo” e “declarando que eles eram terroristas”; mais forças israelenses atiraram, matando dois reféns “imediatamente” e ferindo o terceiro refém, que pediu ajuda em hebraico. O refém ferido foi perseguido em um prédio próximo por soldados da IDF, onde foi morto apesar de continuar pedindo ajuda. Embora ele tenha afirmado que os soldados estavam “sob pressão” quando isso aconteceu, o tenente-general Herzi Halevi também declarou que “é proibido atirar em alguém que levanta uma bandeira branca e tenta se render”, um sentimento ecoado pelo ex-chefe do Mossad, Danny Yatom. Nahum Barnea [en] escreveu que a morte dos reféns, desarmados e agitando uma bandeira branca, foi um “crime de guerra” e que “a lei internacional é muito clara sobre o assunto”. Uma investigação preliminar das IDF descobriu que os soldados foram instruídos a abrir fogo contra todos os homens em idade de lutar que se aproximassem deles, depois de vários incidentes em que militantes se disfarçaram de civis para abordar os soldados.

### Perfídia pelas FDI

#### Forças israelenses disfarçadas de civis
Em 30 de janeiro de 2024, forças israelenses ingressaram no Hospital Especializado Ibn Sina [en], em Jenin, disfarçadas de médicos e civis, portando rifles escondidos. Ao entrarem no hospital, sacaram suas armas e mataram três militantes — um membro do Hamas e dois da Jihad Islâmica Palestina —, sendo um deles paciente internado. O Comitê Internacional da Cruz Vermelha expressou preocupação, afirmando que o ataque violava o direito humanitário internacional. Aurel Sari, professor de direito internacional na Universidade de Exeter, declarou: "Ao se disfarçarem de civis e pessoal médico, as forças israelenses envolvidas na operação parecem ter recorrido à perfídia, violando as regras aplicáveis." Tom Dannenbaum, professor de direito internacional, afirmou: "Uma pessoa paralisada está incapacitada nesse sentido, então um ataque contra ela seria proibido. Violar essa proibição seria um crime de guerra." O Ministério das Relações Exteriores da Palestina classificou os assassinatos como um crime contra a humanidade. A Comissão Independente para Direitos Humanos [en] descreveu o ataque como "um atentado contra uma instituição protegida pelo direito internacional". O OHCHR afirmou que o incidente parecia ser uma "execução extrajudicial planejada". As publicações The Economist e The Intercept afirmaram, separadamente, que o ataque "provavelmente" ou "possivelmente" violou o direito internacional por perfídia.
As FDI inicialmente declararam que o ataque foi uma "operação antiterrorista conjunta das FDI, ISA e Polícia de Israel", mas posteriormente negaram a presença física de soldados durante o ataque. Um painel de especialistas em direitos humanos nomeado pelo Conselho de Direitos Humanos da ONU afirmou que o ataque poderia constituir um crime de guerra e recomendou uma investigação.

#### Uso de escudos humanos
Em 17 de janeiro de 2024, soldados israelenses foram gravados usando um comerciante palestino em  Dura (Hebrom), na Cisjordânia, como escudo humano. Em entrevista à Reuters, o comerciante relatou: "Ele (o primeiro soldado) me disse que me usaria como escudo humano, que os jovens não deveriam jogar pedras." Em 9 de fevereiro, a Sociedade do Crescente Vermelho Palestino informou que uma equipe de ambulância em  Beita (Nablus), na Cisjordânia, foi detida por forças israelenses e usada como escudo humano. Um jovem de 21 anos de Cidade de Gaza relatou à Al Jazeera que foi usado como escudo humano por forças israelenses.
Em 22 de junho de 2024, um vídeo foi divulgado mostrando um palestino ferido amarrado ao capô de um jipe militar israelense em Jenin. Uma testemunha ocular afirmou que as FDI exibiram o homem ferido no capô, mantendo-o sob o sol quente por vários minutos, até entregá-lo a uma ambulância da Crescente Vermelho Palestino estacionada nas proximidades. A fonte argumentou que isso era evidência de que o homem ferido não era suspeito, como as FDI posteriormente afirmaram. Um especialista da ONU afirmou que o incidente configurava o uso de escudos humanos.

### Abuso e humilhação de detentos
Evidências em vídeo revelaram o que foi descrito como uma "violação flagrante das leis internacionais relacionadas à proteção de civis" pelo Euro-Mediterranean Human Rights Monitor. Soldados israelenses foram filmados cercando detentos em Yatta (Hebrom) [en], que eram arrastados e agredidos. Muitos dos detentos foram despidos, com braços e pernas amarrados, espancados com coronhas de rifles e pisoteados. Vídeos mostrando a degradação de detentos exibem soldados israelenses transportando palestinos da prisão de Ofer, todos vendados e completamente nus. Em outro vídeo, publicado por um soldado israelense, um palestino vendado e com mãos atadas é mostrado ajoelhado no chão. O soldado o provoca em árabe, dizendo "صباح الخير يا قحبة" (Bom dia, prostituta) antes de chutá-lo e cuspir nele repetidamente. Em dezembro de 2023, o diretor da Human Rights Watch, Omar Shakir, afirmou que vendar e despir detentos palestinos representava um crime de guerra.
Em dezembro de 2023, a Amnesty International pediu uma investigação sobre detenções em massa, desaparecimentos, tratamentos desumanos e mortes de detentos. Em fevereiro de 2024, a BBC publicou um relatório detalhando casos documentados de soldados israelenses abusando e humilhando detentos palestinos, o que Mark Ellis [en], especialista em tribunais criminais internacionais, afirmou indicar possíveis violações das leis sobre prisioneiros de guerra. Após as FDI dispensarem um reservista mostrado em um dos vídeos, Sir Geoffrey Nice [en], especialista em crimes de guerra, afirmou que uma investigação mais ampla era necessária além da dispensa. Em março de 2024, as Nações Unidas declararam que Israel deteve e torturou seus funcionários em Gaza, extraindo confissões forçadas. Uma análise da Bellingcat identificou imagens e vídeos mostrando as FDI degradando detentos palestinos, o que o professor de crimes de guerra da Queen's University de Belfast, Luke Moffett, afirmou indicar possíveis crimes de guerra.
Em agosto de 2024, um grupo de relatores especiais das Nações Unidas afirmou ter recebido relatórios fundamentados de abusos generalizados, tortura e estupro, possivelmente configurando crimes contra a humanidade. Em outubro de 2024, o ativista de direitos humanos Aryeh Neier [en] escreveu que a tortura de detentos por Israel violava "muitas normas e disposições do direito internacional que o país assinou e ratificou ou que são tão aceitas mundialmente que têm o status de direito internacional consuetudinário e vinculam todos os governos".

### Transferências de armas
Estados que transferem armas para Israel enfrentaram acusações de violações do direito internacional. Em fevereiro de 2024, um grupo de mais de uma dúzia de relatores especiais da ONU afirmou que qualquer exportação de armas ou munições para Israel "provavelmente violaria o direito humanitário internacional". Os especialistas da ONU destacaram que os signatários do Tratado de Comércio de Armas Convencionais têm obrigações adicionais de negar exportações de armas se estas puderem ser usadas para violações graves do direito humanitário internacional. O grupo pediu um embargo de armas. A Human Rights Watch declarou que a recusa do Reino Unido em suspender transferências de armas para Israel o colocava "em risco de não prevenir e ser cúmplice de violações graves do direito internacional, incluindo crimes de guerra e crimes contra a humanidade". Em março de 2024, a Nicarágua abriu um processo [en] na Corte Internacional de Justiça contra a Alemanha, alegando que seu apoio financeiro e militar a Israel facilitava um genocídio em Gaza.
A ministra das Relações Exteriores do Canadá, Melanie Joly [en], foi processada pelo grupo Canadian Lawyers for International Human Rights por autorizar a exportação de armas usadas por Israel para violar o direito internacional. Logo após, Joly anunciou que o governo canadense não emitiria novas licenças de exportação de armas para o exército israelense. O Dinamarca foi processado por Oxfam, Amnesty International, Action Aid e Al-Haq por suas transferências de armas para Israel, com as organizações afirmando que "a Dinamarca viola regras internacionais sobre comércio de armas e corre o risco de se tornar cúmplice de violações do direito humanitário internacional – incluindo crimes de guerra – e um possível genocídio". Em março de 2024, a Human Rights Watch e a Oxfam afirmaram que Israel cometia violações do direito humanitário internacional com armas fornecidas pelos Estados Unidos.
Após o ministro do Ministério das Relações Exteriores do Reino Unido, Andrew Mitchell [en], afirmar que a conformidade de Israel com o direito humanitário internacional estava sob revisão, o secretário de relações exteriores do Reino Unido, David Lammy [en], declarou que licenças de exportação de armas deveriam ser negadas se "houver um claro risco de que os itens possam ser usados para cometer ou facilitar uma violação grave do direito humanitário internacional". Seiscentos advogados britânicos, incluindo três ex-juízes da Corte Suprema do Reino Unido, afirmaram que o armamento de Israel pelo Reino Unido violava o direito internacional. Após relatos de que o Ministério das Relações Exteriores do Reino Unido concluiu que Israel violou o direito humanitário internacional, Geoffrey Nice afirmou: "Países que fornecem armas para Israel podem agora ser cúmplices de guerra criminosa."
Em maio de 2024, a Amnesty International pediu que todos os Estados cessassem as transferências de armas para Israel e Palestina enquanto houver "risco de que possam ser usadas para cometer ou facilitar violações graves do direito internacional".

### Iêmen
Em agosto de 2024, a Human Rights Watch classificou os ataques israelenses ao Iêmen em julho de 2024 como possíveis crimes de guerra, por serem aparentemente um "ataque indiscriminado ou desproporcional contra civis".

## Pelo Hamas e grupos militantes aliados

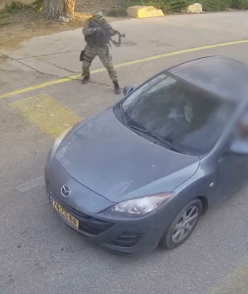
Atirador das Brigadas Al-Qassam disparando contra um veículo civil em Israel.

Determinar a aplicabilidade das leis de guerra a grupos militantes é uma questão complexa, pois o Conselho da Europa e o Comitê Internacional da Cruz Vermelha observam que o direito internacional distingue guerra e terrorismo como categorias legais distintas. Os governos de Israel, Estados Unidos, União Europeia, Reino Unido, Japão e Canadá classificam o Hamas como um grupo terrorista. Contudo, alguns discordam dessa caracterização e afirmam que o Hamas não é terrorista. Embora o termo "direito internacional" se aplique a estados, ele também é relevante para forças armadas insurgentes e terroristas. Mesmo que uma insurgência seja considerada legítima — ou seja, atenda aos critérios de "causa justa" —, ela deve respeitar os princípios de "meios justos". Em relação ao Hamas e seus combatentes, mesmo que tenham o presumível direito de lutar contra o que chamam de "ocupação israelense", eles devem cumprir as regras legais de "discriminação", "proporcionalidade" e "necessidade militar".
Em 9 de outubro de 2023, a Human Rights Watch afirmou que o aparente ataque do Hamas a civis, ataques indiscriminados e tomada de reféns configuravam crimes de guerra.
Em 10 de outubro de 2023, o OHCHR declarou que a tomada de reféns e o uso de escudos humanos eram crimes de guerra. O chefe de Direitos Humanos das Nações Unidas, Volker Türk, destacou que as "matanças em massa horríveis" dos grupos militantes violavam o direito internacional.

### Massacres

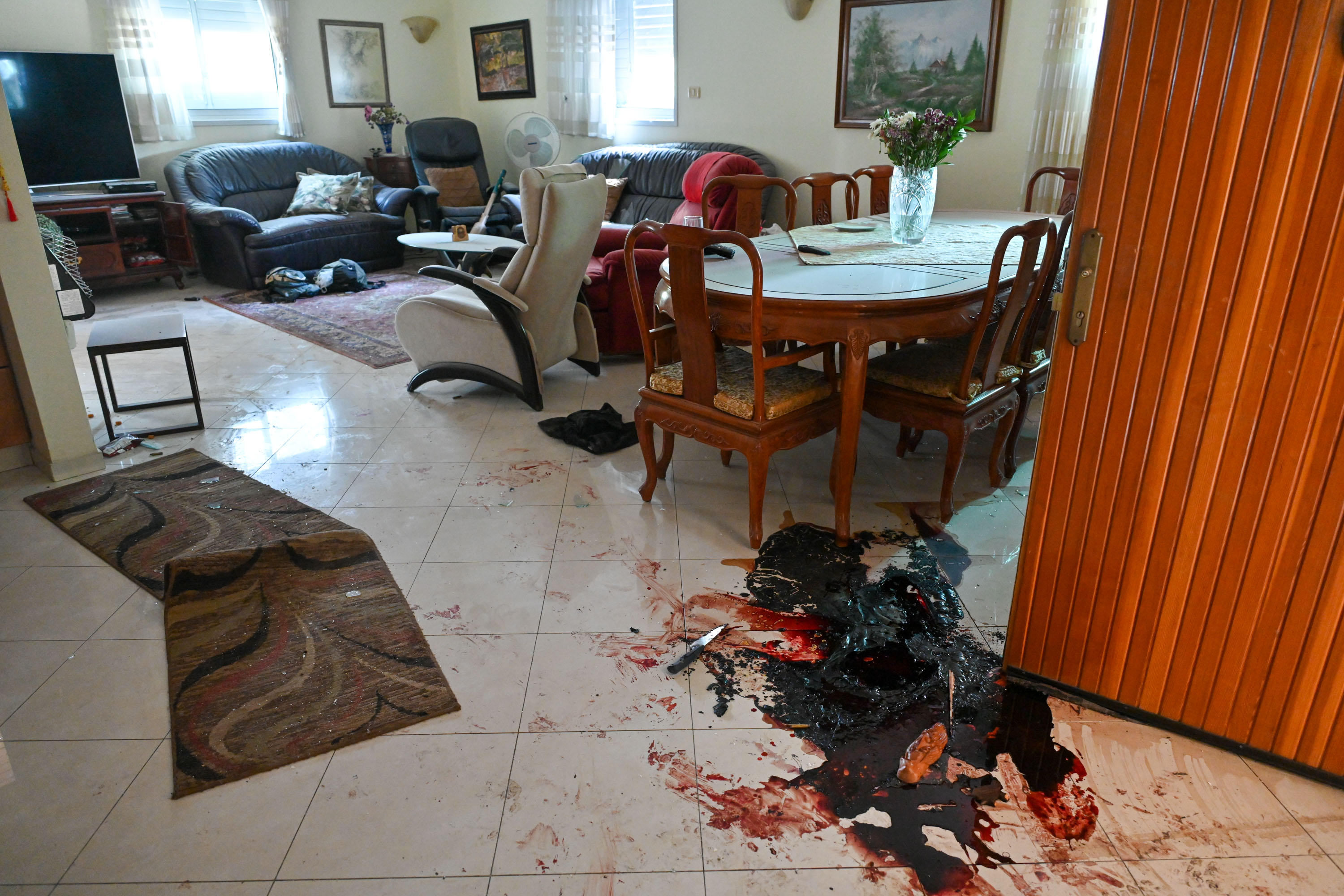
Cena de uma casa israelense após o Massacre de Be'eri realizado pelo Hamas.

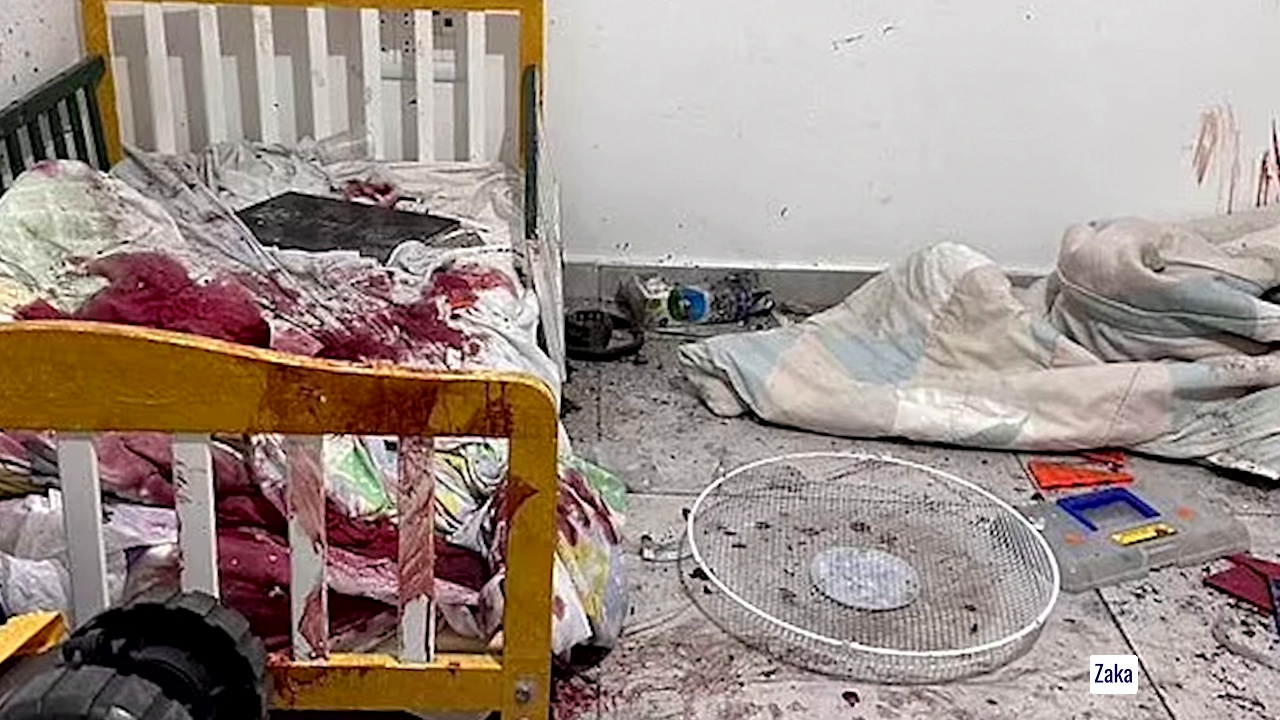
Sangue em um berço em um quarto infantil após os ataques liderados pelo Hamas em comunidades israelenses em 7 de outubro de 2023.

Em 12 de outubro, Jens David Ohlin argumentou que os ataques do Hamas possivelmente violaram os Artigos 6 a 8 do Estatuto de Roma. Ohlin afirmou que os ataques poderiam violar o Artigo 6, caso fosse comprovada a "intenção genocida". Em 7 de outubro, enquanto suas forças massacravam civis, Ismail Haniyeh, chefe do Bureau Político do Hamas, declarou em um discurso o objetivo da Operação Al-Aqsa Flood, dizendo: "Queremos libertar nossa terra, nossos locais sagrados, nossa Mesquita de Al-Aqsa, nossos prisioneiros." Ele concluiu com a declaração: "Para [o inimigo], temos apenas uma coisa a dizer: saiam da nossa terra. Saiam da nossa vista. Saiam da nossa cidade de Al-Quds [Jerusalém] e da nossa mesquita de Al-Aqsa. Não queremos mais vê-los nesta terra. Esta terra é nossa, Al-Quds é nossa, tudo [aqui] é nosso. Vocês são estranhos nesta terra pura e abençoada. Não há lugar seguro para vocês."
Segundo Ohlin, os grupos militantes violaram o Artigo 7 se houver evidências de que os ataques faziam parte de um "plano ou política" organizado. Por fim, Ohlin argumentou que os grupos violaram o Artigo 8 ao matar civis. Em 7 de outubro, os grupos militantes mataram civis. Foram mortos 260 no festival de música Nova, 112 no Be'eri e 73 no Kfar Aza. As vítimas teriam sofrido imolação, desmembramento e decapitação. Em 15 de outubro, um grupo de 100 especialistas em direito internacional e israelenses argumentou que vídeos divulgados nas redes sociais mostravam crimes de guerra. No início de dezembro de 2023, o procurador-chefe do TPI, Karim Ahmad Khan, visitou Israel a pedido de um grupo representando famílias das vítimas do ataque do Hamas em 7 de outubro. Ele afirmou que os ataques contra civis israelenses em 7 de outubro constituíram alguns dos crimes internacionais mais graves, que chocam a consciência da humanidade — crimes que o TPI foi estabelecido para abordar. Khan destacou que os crimes "não foram assassinatos aleatórios" e observou que o Hamas "caçou pessoas" e que "crianças foram sequestradas de seus berços". Ele acrescentou que seu escritório está disposto a cooperar com Israel na investigação dos eventos de 7 de outubro.
No massacre do festival de música Nova, militantes do Hamas mataram 270 civis, disparando metodicamente contra participantes que fugiam ou se escondiam, além de tomarem reféns, no maior ataque terrorista contra um evento musical da história. Testemunhas relataram que algumas mulheres foram estupradas.
No massacre de Be'eri, cerca de 70 militantes do Hamas mataram pelo menos 130 pessoas, aproximadamente 10% da população de Be'eri, incluindo mulheres, crianças e um bebê. Dentro do kibutz, eles foram de casa em casa, atirando ou capturando os residentes.

### Tomada de reféns

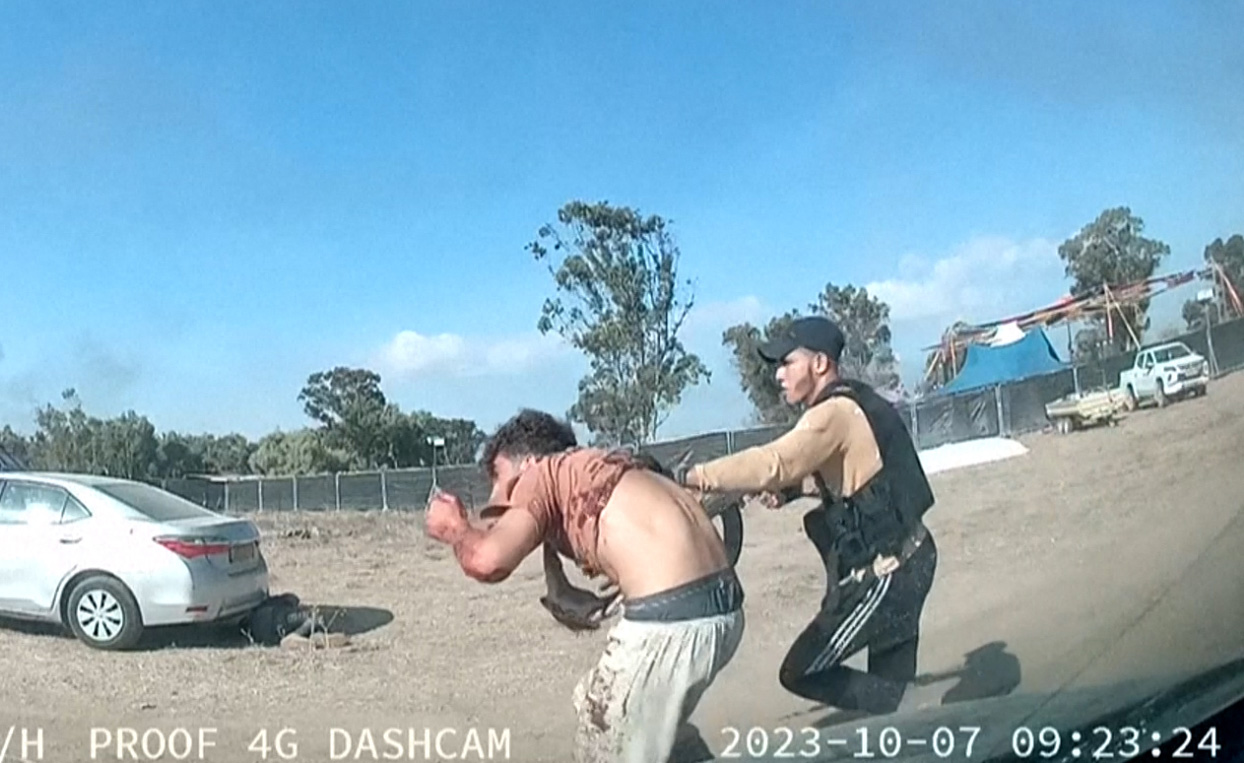
Combatente conduzindo um homem durante o massacre do festival de música Re'im, que resultou na morte de pelo menos 360 pessoas e na captura de reféns.

A tomada de reféns é proibida em conflitos armados não internacionais, conforme o Artigo 1(b) do Artigo 3 Comum das Convenções de Genebra e o direito humanitário internacional consuetudinário, sendo reconhecida como crime de guerra pelo Estatuto de Roma do Tribunal Penal Internacional. A definição de tomada de reféns envolve a detenção de uma pessoa com ameaças de violência para compelir um terceiro a agir ou abster-se de agir como condição para a segurança do refém. Os reféns podem incluir civis ou indivíduos que não participam ativamente das hostilidades, como membros das forças armadas rendidos ou detidos.
A organização Human Rights Watch afirmou que "o Hamas e a Jihad Islâmica estão cometendo crimes de guerra ao manter dezenas de israelenses e outros como reféns em Gaza". A entidade também destacou que "civis, incluindo crianças, pessoas com deficiência e idosos, nunca devem ser usados como moeda de troca" e que "os grupos armados devem libertar imediata e seguramente todos os civis detidos". A secretária-geral da Amnistia Internacional exigiu a libertação imediata de "todos os civis sequestrados, incluindo crianças", e defendeu uma investigação sobre esses incidentes no âmbito da apuração em curso do Tribunal Penal Internacional sobre crimes cometidos por todas as partes no conflito atual.
Durante o ataque do Hamas, cerca de 200 pessoas foram tomadas como reféns por combatentes. Entre os reféns estavam mulheres, crianças, idosos e até bebês. De acordo com a Convenção de Genebra, a tomada de reféns é considerada uma "violação grave". Em resposta aos ataques aéreos israelenses contra residências civis, o Hamas ameaçou, em 13 de outubro, executar um refém a cada bombardeio israelense contra uma casa sem aviso prévio. Omar Shakir, diretor para Israel e Palestina da Human Rights Watch, afirmou que a tomada de reféns é um "crime hediondo" sem justificativa. A Amnistia Internacional destacou que as ações dos grupos militantes, incluindo a tomada de reféns, "violaram flagrantemente o direito internacional".

#### Assassinato de reféns
Em 31 de agosto de 2024, as Forças de Defesa de Israel (IDF) recuperaram os corpos de seis reféns sequestrados durante o massacre do festival Nova, incluindo Hersh Goldberg-Polin, em um túnel em Rafah. Autópsias revelaram que eles foram mortos a curta distância um ou dois dias antes. Posteriormente, foi relatado que militantes do Hamas que mantinham reféns israelenses em Gaza receberam novas ordens para executá-los caso as forças israelenses se aproximassem. Após a recuperação e sepultamento dos reféns, o Hamas divulgou um vídeo de propaganda mostrando uma das reféns assassinadas antes de sua morte, aparentemente com a intenção de causar sofrimento psicológico às famílias dos reféns. Além disso, o Hamas emitiu um alerta de que executaria os reféns restantes caso Israel tentasse uma operação de resgate.

### Perfídia

#### Escudos humanos
As Forças de Defesa de Israel alegam que o Hamas utiliza civis como escudos humanos. Essa alegação recebeu apoio do Reino Unido, dos Estados Unidos, da Austrália e da Comissão Europeia. O exército israelense também alegou que os reféns dos grupos militantes estavam sendo usados como escudos humanos. A Human Rights Watch observou que usar reféns ou qualquer pessoa sob custódia como escudos humanos é ilegal. Por outro lado, as Forças de Defesa de Israel foram acusadas de não fazer, ou fazer de forma inadequada, a distinção entre as forças do Hamas e civis.
Todos os combatentes, incluindo insurgentes, estão sujeitos às leis da guerra. Louis René Beres [en] analisou a colocação de ativos militares em meio a populações civis palestinas em guerras antiterrorismo anteriores contra o Hamas, classificando isso como um crime claro e punível sob o direito internacional. O ato de perfídia é descrito como uma "violação grave" no Artigo 147 da Quarta Convenção de Genebra. A colocação de ativos ou pessoal militar em áreas povoadas por civis é proibida pelas Convenções de Haia. Neve Gordon, professor de direito internacional e direitos humanos na Universidade Queen Mary de Londres e coautor do livro de 2020 Human Shields: A History of People in the Line of Fire, afirmou que as alegações do exército e governo israelense sobre o uso de civis palestinos como escudos humanos pelo Hamas "devem ser entendidas como uma defesa legal preventiva contra acusações de que Israel está cometendo crimes de guerra e crimes contra a humanidade em Gaza". Janina Dill, professora de leis da guerra na Universidade de Oxford, declarou: "Mesmo que o Hamas use civis como escudos humanos, esses civis têm direito à proteção total sob o direito internacional, a menos que participem diretamente dos combates".

#### Disfarce de unidades militares
Militantes do Hamas supostamente se disfarçam de civis e escondem armas em escolas, mesquitas e hospitais, práticas que violam o direito internacional. O Estatuto de Roma e o Artigo 37 das Convenções de Genebra exigem a distinção entre combatentes e civis, além de preverem o tratamento médico aos feridos por unidades designadas.

### Instalações médicas

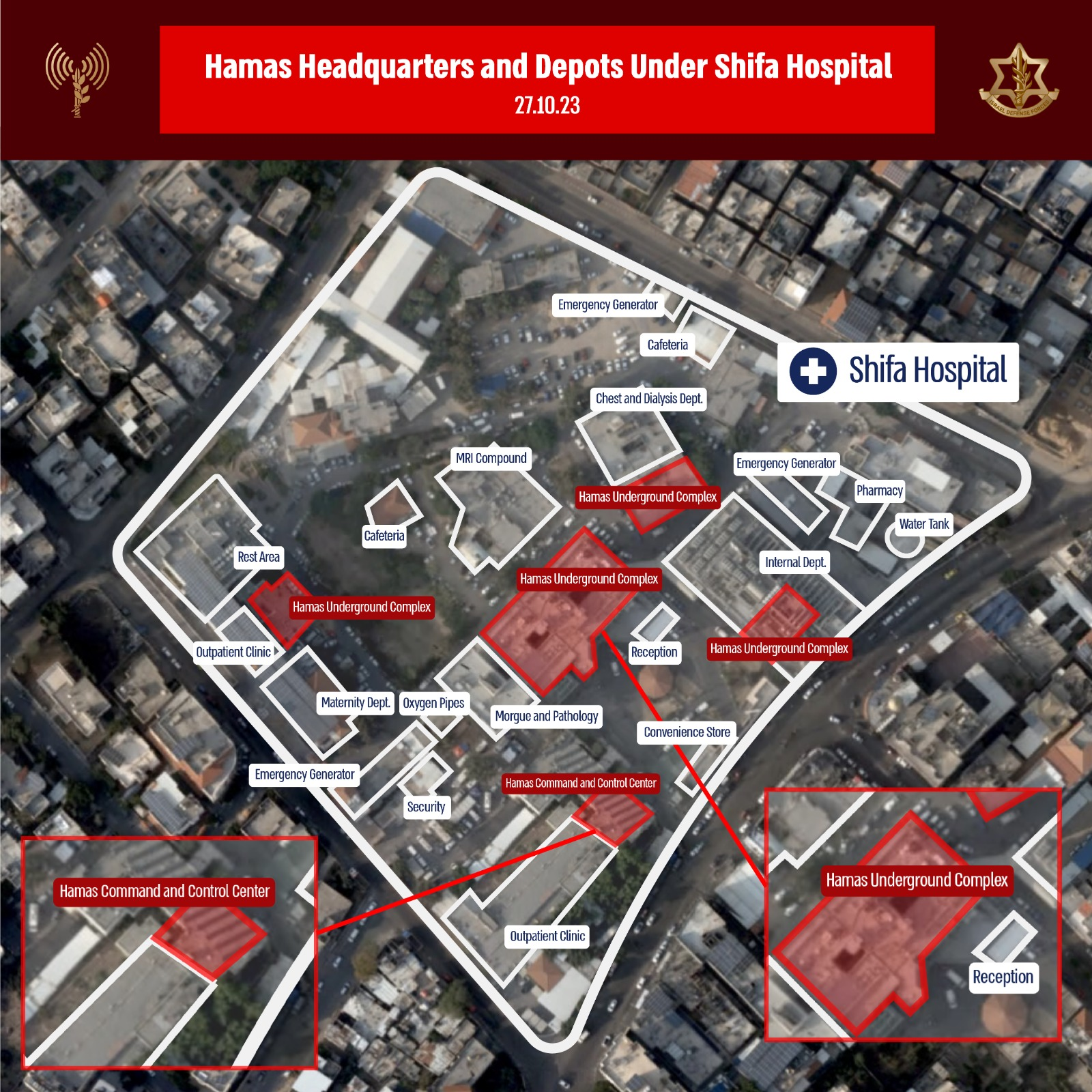
Mapa divulgado pela Unidade do Porta-Voz das FDI alegando uso militar do complexo do Hospital Al-Shifa.

Durante conflitos armados, instalações médicas são consideradas objetos protegidos, e seu uso para fins militares constitui crime de guerra. O Hamas foi condenado pela União Europeia por usar "hospitais e civis como escudos humanos". Israel alega que o Hamas opera um grande centro de comando e controle sob o Hospital al-Shifa. Segundo Amer Abu Awash, membro da elite Nukhba [en] do Hamas, grande parte da infraestrutura subterrânea do grupo está localizada sob hospitais, posicionada ali para que Israel "não os ataque". Abu Awash fez essa declaração enquanto estava algemado e sob interrogatório das FDI.
As alegações de Israel foram contestadas por equipes médicas e alguns organismos internacionais. Ghassan Abu-Sittah [en], médico residente no Hospital al-Shifa, classificou a alegação de Israel de que o Hamas usava o hospital como uma "desculpa absurda" para bombardeá-lo. Em resposta às alegações das FDI, o médico norueguês Mads Gilbert [en], que trabalhou nos hospitais al-Shifa e al-Quds, afirmou que Israel tem um histórico bem documentado de atacar instalações de saúde civis sem nunca apresentar evidências concretas de seu uso militar.
As FDI alegaram ter encontrado balas, granadas e uma variedade de outras armas pequenas no Hospital Al-Shifa e em outros hospitais na Faixa de Gaza. No entanto, a maioria dos itens exibidos pelas FDI é explicitamente permitida em hospitais em zonas de guerra urbana, conforme o Artigo 22, Parágrafo 3 da Convenção de Genebra de 1949, pois armas pequenas e munições podem chegar com combatentes feridos e podem ser difíceis de descartar rapidamente. Combatentes e civis podem ser tratados nas mesmas instalações compartilhadas, e ambos os grupos de pacientes são protegidos. A presença de armas pequenas por si só não desqualifica os hospitais do status de instalações médicas protegidas, e continua sendo ilegal atacar hospitais ou obstruir o trabalho de equipes médicas.
Em 5 de novembro, durante a invasão de Gaza [en], as FDI divulgaram vídeos alegando que combatentes do Hamas disparavam do Hospital Sheikh Hamad. Em resposta, o oficial do Catar Mohammed El Emadi condenou a alegação de Israel, afirmando que ela foi feita "sem evidências concretas ou uma investigação independente" e que era uma "tentativa descarada de justificar o ataque da ocupação a instalações civis". O vídeo das FDI também mostrou uma entrada para um complexo subterrâneo, que, segundo as FDI, levava à rede de túneis do Hamas. Uma investigação da Al-Jazeera constatou que a suposta "entrada do túnel" era, na verdade, uma tampa para o reservatório de água do hospital, existente desde sua construção. Em resposta às alegações de Israel, o Hamas solicitou às Nações Unidas a formação de um comitê internacional para inspecionar os hospitais e verificar o que chamou de "falsas alegações" de Israel sobre seu uso para disparar foguetes.
Em 14 de novembro, a CNN visitou o que Israel descreveu como a casa de um comandante do Hamas, situada entre uma escola e um hospital, e viu um túnel abaixo dela que, segundo Israel, levava em uma direção à escola e, na outra, ao hospital. Ao visitar o hospital, Israel mostrou armas que afirmou terem sido encontradas em um arsenal ali, além de indícios não confirmados de que reféns poderiam ter sido mantidos no local. Segundo o The New York Times, a origem das armas exibidas no vídeo não pôde ser verificada independentemente. Charles Lister, diretor do Programa de Contraterrorismo e Extremismo do Middle East Institute, afirmou que as imagens das FDI indicavam claramente que o porão era um abrigo antiaéreo. Mohammed Zaqout, oficial do Ministério da Saúde de Gaza [en] responsável pelos hospitais de Gaza, afirmou que o porão era um abrigo para mulheres e crianças.
Em dezembro de 2023, o The Washington Post analisou o material divulgado publicamente por Israel, juntamente com imagens de satélite e outros materiais disponíveis, e concluiu que os quartos conectados a uma rede de túneis não apresentavam evidências de uso pelo Hamas, e que cada um dos edifícios identificados pelo porta-voz das FDI, Daniel Hagari, como "diretamente envolvidos" em atividades militares do Hamas não parecia estar conectado a nenhuma rede de túneis. O The Post afirmou que não havia evidências divulgadas mostrando que uma rede de túneis pudesse ser acessada a partir das enfermarias do hospital.
Em fevereiro de 2024, o The New York Times analisou as evidências, concluindo que o túnel provavelmente estava conectado à rede de túneis mais ampla e que poderia ser acessado a partir de edifícios dentro do complexo hospitalar, embora não das enfermarias individuais.

### Ataques indiscriminados de foguetes

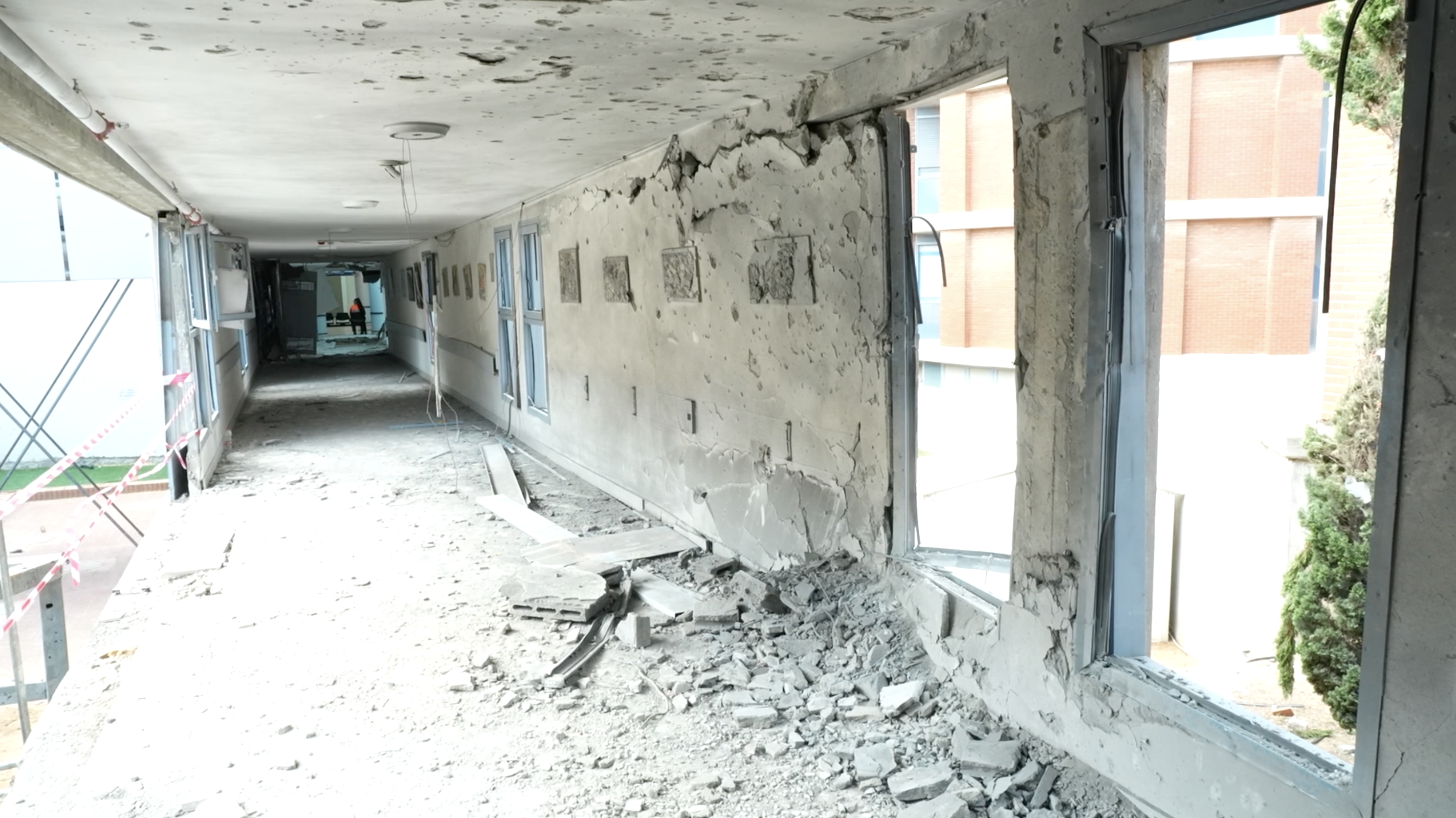
Consequências de um ataque de foguete do Hamas na ala de maternidade do Centro Médico Barzilai, um hospital no sul de Israel, durante o ataque liderado pelo Hamas contra Israel.

O ataque de 7 de outubro incluiu pelo menos 4.300 foguetes disparados contra Israel, com mais de 8.000 disparados desde o início da guerra. Os foguetes atingiram locais tão distantes quanto Tel Aviv e os arredores de Jerusalém. A Human Rights Watch classificou os ataques de foguetes como indiscriminados. Esses ataques incluíram impactos diretos e repetidos em instalações médicas, como o Centro Médico Barzilai em Ascalão, incluindo instalações pediátricas no Instituto de Desenvolvimento Infantil. Organizações de direitos humanos e estudiosos condenaram os ataques indiscriminados de foguetes como crime de guerra.

### Uso de crianças
Em 6 de janeiro de 2024, o exército israelense acusou o Hamas de usar crianças-soldados, incluindo para transportar dispositivos explosivos e realizar reconhecimento no campo de batalha para "avaliar os danos". Eles afirmaram que o Hamas e a Jihad Islâmica mantêm campos de verão na Faixa de Gaza há anos, onde crianças recebem treinamento militar. Anteriormente, o Ynet relatou que "um militante sênior do Hamas" capturado por Israel testemunhou durante interrogatório que o Hamas usava crianças para transportar explosivos.
O uso e recrutamento de crianças menores de 15 anos como soldados é considerado crime de guerra. No entanto, as FDI não especificaram a idade das supostas crianças-soldados.

### Saques

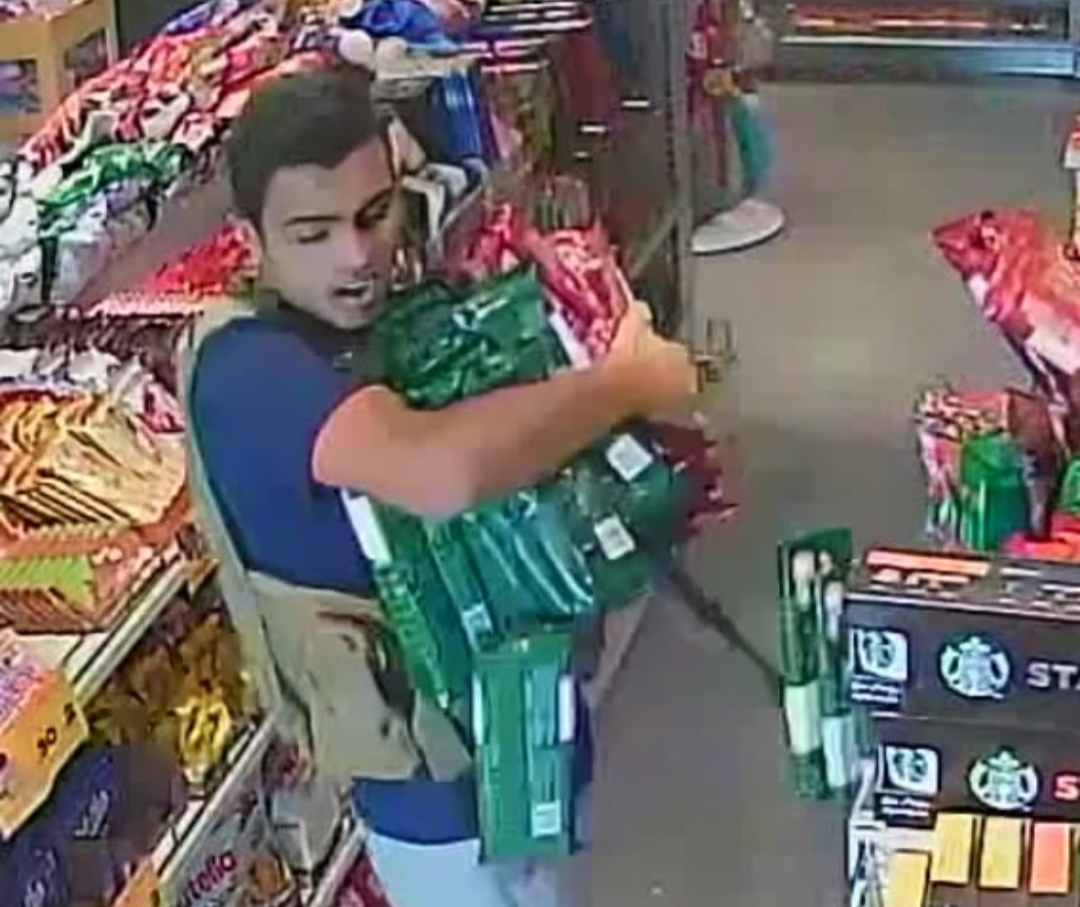
Irregulares palestinos saqueando lojas em Israel durante os ataques de 7 de outubro.

Saques ocorreram em vários kibutzim e no festival Nova. Vídeos publicados pelo The Times of Israel mostraram que os saques no kibutz Be'eri foram realizados por civis palestinos, que chegaram ao kibutz após os militantes do Hamas, roubando equipamentos agrícolas, motocicletas e televisores.

### Ataques a navios civis
Como parte de sua participação na guerra de Gaza, o grupo militante Houthi, que controla parte do Iêmen, lançou ataques contra quatro navios civis e capturou o Galaxy Leader [en], mantendo sua tripulação em detenção. Segundo a Human Rights Watch, tais ataques e a tomada de reféns constituem crimes de guerra "se realizados de forma deliberada ou imprudente".

## Alegações de genocídio

### Por Israel
Israel foi acusado de cometer genocídio contra palestinos em Gaza durante a guerra. O ministro da defesa israelense, Yoav Gallant, declarou em 9 de outubro: "Estamos lutando contra animais humanos". Conforme mencionado pelo The Times, Gallant prometeu "um cerco completo" a Gaza, com "sem eletricidade, sem comida, sem combustível". No dia seguinte, ele disse às tropas israelenses que havia "liberado todas as restrições". Giora Eiland, ex-general israelense, escreveu no mesmo mês: "Para tornar o cerco eficaz, devemos impedir que outros prestem assistência a Gaza."
Em 15 de outubro, o Abordagens do Terceiro Mundo ao direito internacional [en] publicou uma declaração assinada por mais de 800 juristas expressando "alarme sobre a possibilidade de o crime de genocídio ser perpetrado por forças israelenses contra palestinos na Faixa de Gaza". Em 17 de outubro, a Genocide Watch declarou um "Alerta de Emergência de Genocídio" para o conflito em Gaza. Vários acadêmicos citaram numerosas declarações israelenses que, segundo eles, constituem uma "intenção de destruir" a população de Gaza, uma condição necessária para atingir o limiar jurídico de genocídio. Em 16 de novembro, especialistas do OHCHR afirmaram que as violações de Israel "apontam para um genocídio em formação". Vários líderes mundiais acusaram Israel de genocídio, incluindo Luiz Inácio Lula da Silva do Brasil e Gustavo Petro da Colômbia. O presidente Hage Geingob da Namíbia classificou as ações do governo israelense como "genocidas e horrendas".
Em 29 de dezembro, a África do Sul apresentou um processo na Corte Internacional de Justiça (CIJ) alegando que Israel estava cometendo genocídio em Gaza e solicitou medidas provisórias para que Israel suspendesse sua campanha militar em Gaza. No processo, a África do Sul alegou que as ações de Israel tinham a "intenção de provocar a destruição de uma parte substancial do grupo nacional, racial e étnico palestino". O caso da África do Sul foi apoiado por Bélgica, Irlanda e Espanha na Europa, pela Organização para a Cooperação Islâmica, além da Liga Árabe. Malásia, Namíbia e Paquistão apoiaram o caso de forma independente. A CIJ emitiu uma ordem em 26 de janeiro de 2024 em relação ao pedido de medidas provisórias, ordenando que Israel tomasse todas as medidas para prevenir atos que pudessem ser considerados genocidas, mas não determinou um cessar-fogo. A decisão provisória foi interpretada como uma determinação da CIJ de que era "plausível" que algumas ações de Israel poderiam violar a Convenção sobre Genocídio; no entanto, Joan Donoghue [en], presidente da CIJ na época da decisão, esclareceu em uma entrevista que isso não foi o que o tribunal decidiu, mas sim que os palestinos tinham "direitos plausíveis de proteção contra genocídio". A decisão final é esperada para levar anos.
Alguns pesquisadores nas áreas de planejamento urbano e arquitetura alegaram que a destruição em Gaza, particularmente a destruição de edifícios históricos e infraestrutura essencial, como hospitais e universidades, equivale a  Domicídio ou urbicídio. Em junho de 2024, as FDI relataram que sua análise de mapeamento aéreo digital mostra que apenas 16% dos edifícios de Gaza foram destruídos durante a guerra.

### Por militantes palestinos
Diversos especialistas em direito internacional e estudos sobre genocídio [en] caracterizaram o ataque do Hamas como genocídio. Especialistas em direito e genocídio condenaram o ataque, que resultou na morte de 1.139 pessoas, incluindo 695 civis israelenses, argumentando que essas ações do Hamas representam uma grave violação do direito internacional, realizadas com a intenção de destruir o grupo nacional israelense. Alguns comentadores apontaram para a  Carta de fundação do Hamas, que contém linguagem antissemita,  advoga pela destruição de Israel e, segundo alguns pesquisadores, implica um chamado ao genocídio de judeus. Isso levou a sugestões de que os ataques de 7 de outubro foram uma tentativa de cumprir essa agenda.
Em uma avaliação jurídica preliminar de 12 de outubro, condenando os ataques do Hamas em Israel, o especialista em direito humanitário internacional e reitor da Faculdade de Direito de Cornell, Jens David Ohlin [en], afirmou que as evidências sugeriam que os "assassinatos e sequestros" do Hamas potencialmente violaram os Artigos 6–8 do Estatuto de Roma e da Convenção para a Prevenção e a Repressão do Crime de Genocídio, sendo considerados "crimes contra a humanidade"; mais de cem acadêmicos internacionais expressaram apoio a essa posição.
No Ocidente, o Hamas é amplamente considerado como tendo aspirações de genocídio contra Israel e sua população judaica, com base em sua carta fundadora, que faz referência a um hadith (dito atribuído a Maomé) que, nos tempos finais, os judeus seguirão o falso Messias, após o qual os muçulmanos matarão e serão vitoriosos sobre os judeus. Especialistas jurídicos e em genocídio condenaram o ataque como uma grave violação do direito internacional, afirmando que o Hamas executou esses atos com a intenção de destruir o grupo nacional israelense. Mais de cem acadêmicos internacionais descreveram as ações como provavelmente atendendo à definição de genocídio, afirmando: "Como esses atos generalizados e horrendos parecem ter sido realizados com a 'intenção de destruir, total ou parcialmente' um grupo nacional – os israelenses –, um objetivo explicitamente declarado pelo Hamas, eles provavelmente constituem um crime internacional de genocídio, proscrito pela Convenção sobre Genocídio e pelo Estatuto de Roma do Tribunal Penal Internacional".
Outros grupos, incluindo a Genocide Watch, apoiaram essas alegações, afirmando: "O Hamas alvejou israelenses simplesmente por serem israelenses. Foi o massacre de judeus mais mortal registrado desde o Holocausto. Irã, Hamas, Hezbollah e Jihad Islâmica Palestina expressaram sua intenção genocida de destruir a nação de Israel. Os massacres do Hamas constituíram atos de genocídio."

## Consequências

### Gaza
De acordo com Pehr Lodhammar, oficial sênior do Serviço de Ação Antiminas das Nações Unidas (UNMAS), sob certas condições, a remoção de escombros, incluindo aqueles de edifícios destruídos, pode levar até 14 anos. A guerra deixou aproximadamente 37 milhões de toneladas de escombros em uma área densamente povoada e altamente urbanizada.